# Théories conspirationnistes sur les attentats du 11 septembre 2001
Les théories conspirationnistes sur les attentats du 11 septembre 2001 regroupent l'ensemble des théories conspirationnistes qui contestent la version couramment admise concernant le déroulement des attentats du 11 septembre aux États-Unis.
Les partisans de ces théories soutiennent que le rapport officiel n'est pas assez complet et comporterait des mensonges et des omissions. Beaucoup de ces critiques visent l'administration Bush qui, bien qu'avertie de l'imminence des attentats, aurait laissé faire les terroristes ou aurait participé d'une manière active à ces attentats ou en serait même l'instigatrice.
Certaines de ces théories ont été initialement portées par le 9/11 Truth Movement, un mouvement dont se réclament les associations ou personnes qui remettent en cause l'explication et le déroulement couramment admis des attentats. Les partisans de cette thèse s'appuient notamment sur des erreurs, des confusions et des contradictions émises par le gouvernement américain ou des journalistes pendant ou peu après les événements. Ils s'appuient également sur leurs propres interprétations de vidéos et de données scientifiques concernant les attentats.
Malgré plusieurs commissions d'enquête, notamment les travaux de la Commission nationale sur les attaques terroristes contre les États-Unis, qui a publié son rapport en 2004, et le fait que plusieurs personnes en lien avec les terroristes et leurs attaques, comme Zacarias Moussaoui et Khalid Cheikh Mohammed (interpellés respectivement le 16 août 2001 et le 1er mars 2003), aient été condamnées ou inculpées, des collectifs aux États-Unis et à l'étranger continuent en 2021 de demander l'ouverture d'une enquête internationale et indépendante sur les événements du 11 septembre.
Par ailleurs, de nombreuses personnalités, telles que l'intellectuel Noam Chomsky, l'ancien vice-président du sénat américain Walter Mondale, le général Wesley Clark, parfois regroupées au sein d'associations, mettent en doute différents aspects de la thèse officielle et des travaux de la commission. Ces sceptiques n'entrent pas dans le cadre de cet article dans la mesure où ils n'échafaudent pas de théorie en regard des questions qu'ils soulèvent.
Ces théories sont dénoncées par leurs adversaires comme « conspirationnistes », néologisme utilisé pour désigner en particulier les partisans d'une théorie du complot intérieur, ou bien « révisionnistes » ou « négationnistes »,,,. Des sites internet, comme celui de Conspiracy Watch par exemple, observent les théories du complot, les analysent et les jugent fallacieuses et dénuées du moindre fondement scientifique.

## Historique

### Historique de la polémique

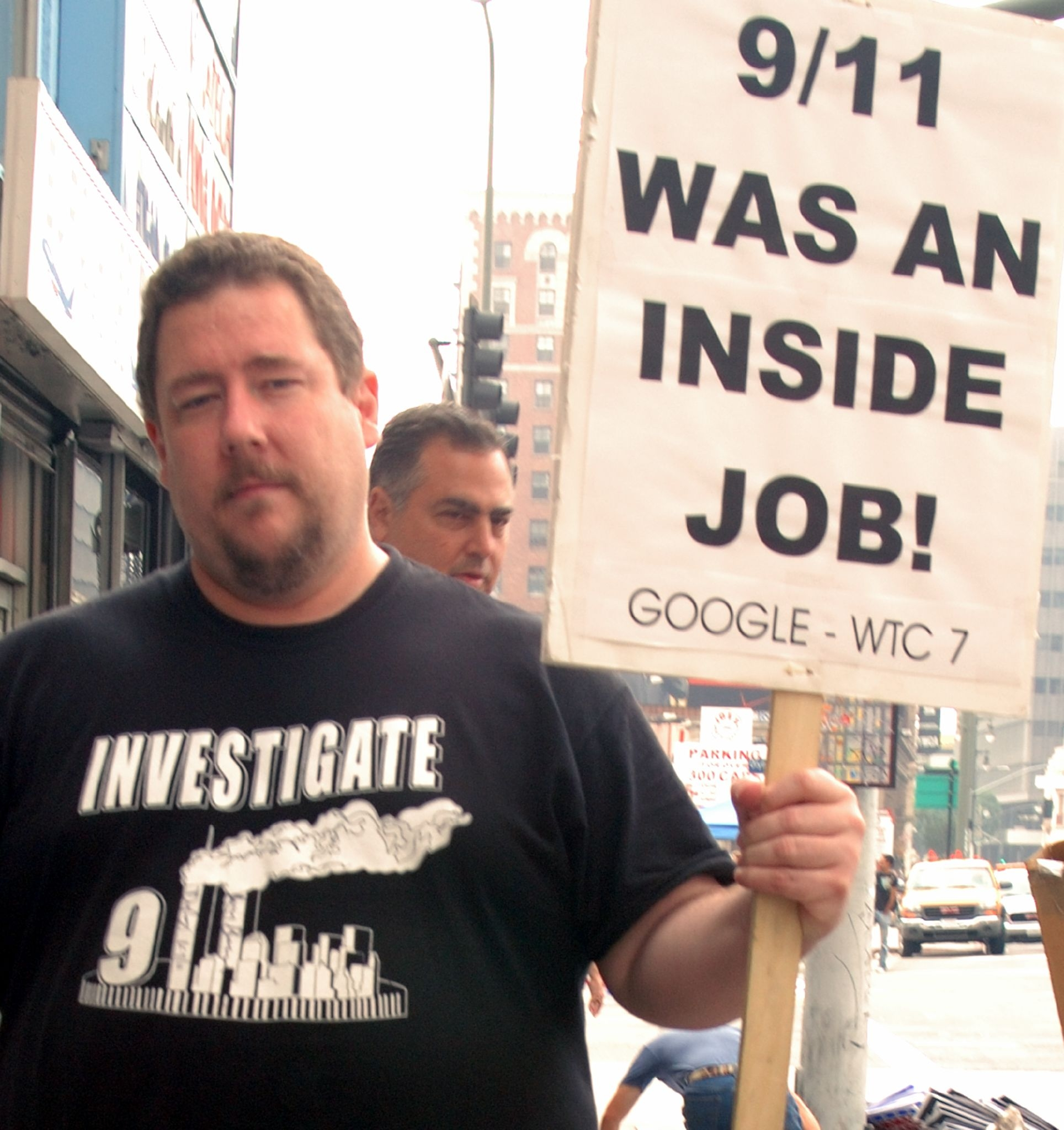
Manifestant du mouvement 9/11 Truth à Los Angeles en octobre 2007.

Dans les semaines qui suivent les attentats, des associations de familles de victimes réclament de la part du gouvernement comme de la presse une commission d'enquête indépendante. Des élus proposent un texte de loi mais le président Bush et le vice-président Cheney refusent dans un premier temps d'ouvrir une nouvelle enquête. Plus tard, les « Jersey Girls », quatre femmes du New Jersey dont les époux ont péri dans les tours, jouent un rôle capital dans la création de la « Commission sur le 11 Septembre »,,. Cette commission, qui voit le jour le 27 novembre 2002, est alors présidée par Tom Kean, politicien le plus populaire du New Jersey, après que Henry Kissinger eut démissionné du poste. La commission promet aux familles de fournir toutes les réponses à leurs questions dans son rapport final.
George W. Bush est l'un des premiers responsables américains à reconnaître publiquement l'existence de théories du complot autour des attentats, en appelant à ne « jamais les tolérer » dans un discours devant l'Assemblée générale des Nations unies le 10 novembre 2001.
Entre 2002 et 2004, d'après deux sondages CBS News, la proportion d'Américains estimant que l'administration Bush « ment plutôt » sur ce qu’elle savait antérieurement aux attentats, passe de 8 à 16 %.

### Naissance du9/11 Truth Movement
Les associations 9/11 Family Steering Committee et 9/11 Citizens Watch se constituent afin de suivre les travaux de la commission,. C'est ainsi que naît le 9/11 Truth Movement.
En 2002, ces différentes associations organisent plusieurs manifestations, notamment à San Francisco sous le slogan « Bush l'a fait », le jour anniversaire des attentats. En 2004, le 911 Visibility Project, créé en 2003, organise une manifestation à Ground Zero avec des slogans accusant le président américain d'avoir décidé l'effondrement des tours.
Le 22 juillet 2004, le Rapport final de la commission nationale sur les attaques terroristes contre les États-Unis est publié. Il est qualifié de « rapport final de l'omission » par les associations de familles de victimes, fournissant une tentative de réponse à seulement 30 % des questions posées.
L'histoire du mouvement et ses rapports avec la commission sont retracés dans le documentaire 9/11: Press for Truth (2006) du cinéaste Ray Nowosielski.

## Principales catégories
Il faut d'abord souligner que dans l'expression « théorie du complot », le complot se définit comme une « entente secrète entre plusieurs personnes ». À ce titre, les attentats du 11 Septembre sont le fruit d'un complot de la part de membres d'Al-Qaïda.
Les résultats et les conclusions des enquêtes menées après les attentats imputent le complot à Al-Qaïda. Ces résultats et conclusions sont appelés la « version officielle » par ses détracteurs. Ces derniers ont fait naître toute une série de théories parfois contradictoires qui, le plus souvent, considèrent les rapports des enquêteurs comme des mensonges ayant pour objet de couvrir un « complot intérieur » Ces théories alternatives sont regroupées sous le néologisme de « théories conspirationnistes ».

### La«version officielle»
La thèse d'un complot des terroristes d'Al-Qaïda qui auraient détourné des avions pour provoquer les attentats du 11 septembre 2001 (sans intervention ou « laisser-faire » du gouvernement) est appelée « version officielle » par ceux qui la critiquent. Ils font remarquer que cette thèse a été rapidement soutenue par l'administration Bush et a servi à justifier la guerre en Afghanistan puis en Irak. Au début, l'administration américaine soutenait que Saddam Hussein était impliqué dans les attentats, en affirmant que des liens existaient entre lui et Oussama ben Laden. Il a été depuis prouvé et accepté par les autorités américaines que l'ancien président irakien n'avait aucune confiance en Al-Qaida et lui refusait toute aide, comme l'atteste le Sénat des États-Unis. Depuis, le président américain a reconnu que Saddam Hussein n'avait rien à voir dans ces attentats.
Dès 2002 apparaît l'idée, sur des sites conspirationnistes, selon laquelle la version officielle est une théorie du complot. David Ray Griffin intègre notamment la notion de « théorie du complot officielle » au titre d’un de ses livres.
Pour le spécialiste des structures, Jérôme Quirant, il n'existe pas de « version officielle » mais seulement une « version scientifique qui explique l’effondrement des tours » et qui « reste réputée valable jusqu’à preuve (scientifique) du contraire ».

### Le«complot intérieur»

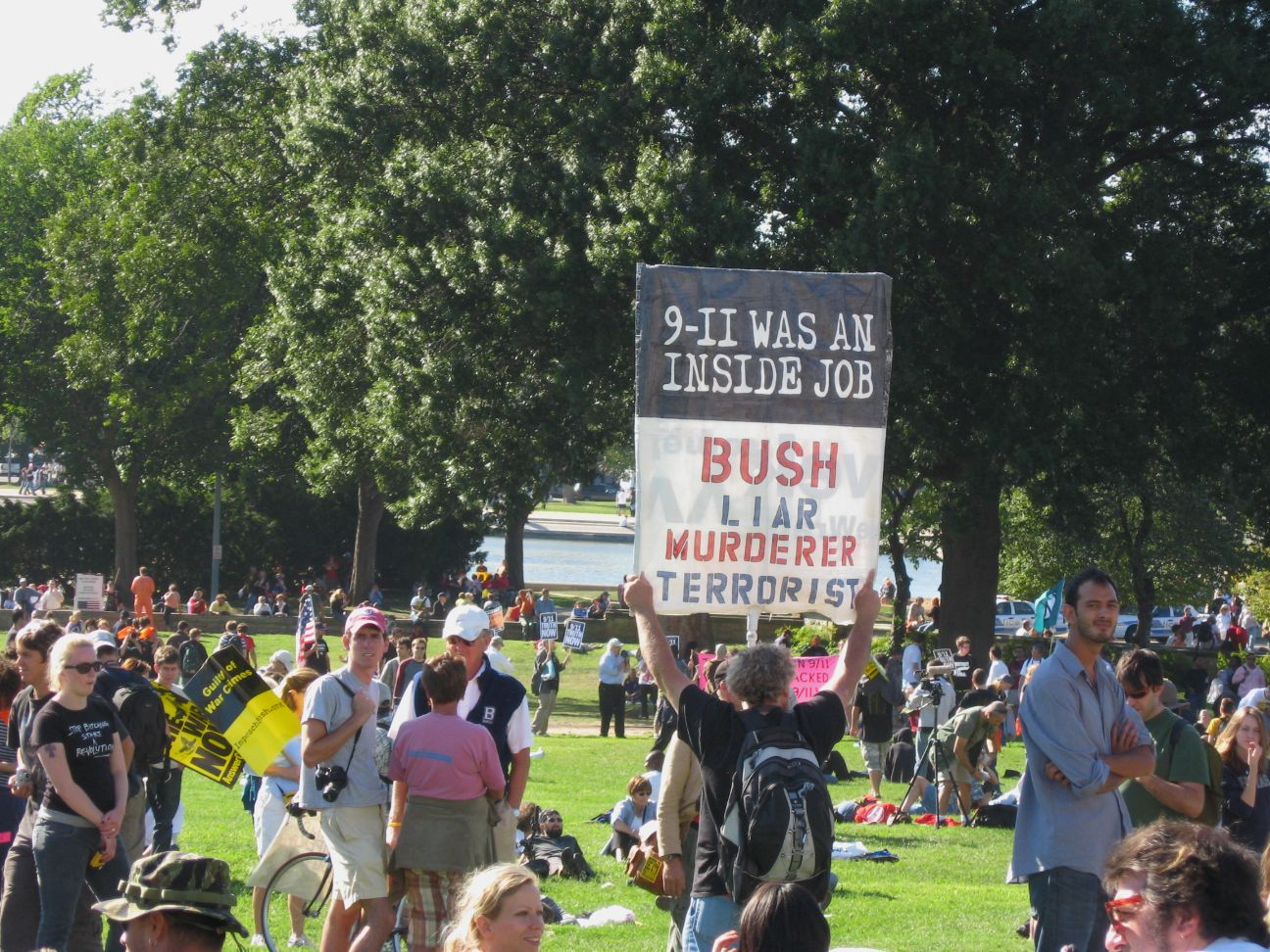
« 9-11 was an inside job (Le 11 septembre a été commis de l'intérieur) - Bush menteur assassin terroriste », pancarte à Washington, 16 septembre 2007

L'idée selon laquelle les événements survenus le 11 septembre 2001 sont le fait d'un complot intérieur au sein des États-Unis se divise en deux catégories définies ainsi par Webster G. Tarpley :
- thèse « LIHOP » (« Let It Happen On Purpose »[24]) : le gouvernement a laissé survenir les attentats et avait donc une connaissance préalable de ce qui se préparait.
- thèse « MIHOP » (« Make It Happen On Purpose »[25]) : le gouvernement a lui-même organisé et provoqué les actions terroristes sur son territoire.

Les partisans de ces théories soulignent que différents éléments ou axes d'enquête ont été ignorés par le gouvernement américain et que le premier rapport du Congrès a été expurgé de 28 pages à la demande de l'administration Bush.
Le fait que des agents aient été mandatés pour assurer l'évacuation de citoyens originaires d'Arabie Saoudite hors du territoire des États-Unis au lendemain des attentats, afin d'éviter qu'ils soient interrogés, sème le doute[réf. nécessaire]. D'autant plus qu'au même moment, tous les vols intérieurs étaient cloués au sol jusqu'au 13 septembre.

#### LIHOP«Let It Happen On Purpose»(laisser-faire délibéré)
Cette thèse va dans le sens d’une connaissance préalable, par le gouvernement américain, de ces projets d'attentats, et donc de la possibilité d’une « complicité objective » visant à tirer de leur survenue des bénéfices politiques ou économiques :
- contrôle des ressources énergétiques au Moyen-Orient ;
- délits d'initiés, destruction de nombreux éléments d'enquête sur les scandales financiers et boursiers tels qu’Enron, dans l'effondrement inattendu de la tour du 7 World Trade Center (WTC 7), abritant les bureaux de l'IRS, du FBI et de la CIA ;
- guerre en Afghanistan et en Irak ;
- justification des lois sécuritaires.

À l'appui de cette thèse : le NORAD, organisme militaire chargé de la défense de l'espace aérien américain n'aurait pas réagi assez rapidement, .

#### MIHOP«Make It Happen On Purpose»(déclenchement délibéré)
Cette thèse va dans le sens d’une implication directe du gouvernement (ou d'organisations liées à celui-ci) dans les attentats. Le but aurait été de produire un impact médiatique, émotionnel et politique maximum sur la population et le congrès américain traditionnellement hostiles à la guerre. Un rapport du groupe de réflexion néo-conservateur « projet pour un nouveau siècle américain » indiquait en 2000 : De plus, le processus de transformation, même s'il apporte un changement révolutionnaire, sera probablement long en l'absence d'un événement catastrophique et catalyseur - comme un nouveau Pearl Harbor. Webster G. Tarpley analyse ces propos comme une indication que l'administration Bush – dont lui et Griffin soulignent que nombre de ses membres sont liés au PNAC – avaient conscience que le soutien de la population à une nouvelle politique impérialiste américaine ne pourrait être obtenu rapidement qu'avec la survenue d'un évènement catalyseur à l'image de l'attaque sur Pearl Harbor qui avait entraîné les États-Unis dans la Seconde Guerre mondiale. Ces auteurs rapprochent les attaques du 11 Septembre de précédents historiques, comme l'Opération Northwoods – projet refusé d'opération false flag au début des années 1960 – pour appuyer la thèse selon laquelle une partie des plus hautes autorités militaires et gouvernementales a toujours été prête à cibler et manipuler sa propre population.
Ils avancent donc que le gouvernement américain aurait pu infiltrer des groupes terroristes et préparer les attentats pour accuser Al-Qaïda de les avoir réalisés, afin d'avoir un prétexte (attaques étrangères sur son sol, lien présumé entre Al-Qaïda et Saddam Hussein) pour envahir l'Afghanistan et l'Irak. Le but de ces opérations serait de prendre militairement le contrôle des ressources énergétiques (champs de pétrole, projets d'oléoducs) de ces pays tout en maintenant par ce contrôle l'hégémonie du dollar US sur le marché pétrolier mondial[réf. nécessaire].
Les personnes avançant cette théorie se basent entre autres sur le témoignage du libertarien Aaron Russo, lequel a déclaré avoir eu un ami nommé Nicholas Rockefeller, qui aurait été au courant d'un attentat spectaculaire à venir sur le sol américain ; l'attentat aurait été organisé pour faire valider par le peuple des interventions contre l'Afghanistan et l'Irak.
Cette thèse conspirationniste voulant que les attentats aient été fomentés par les États-Unis ou par son allié Israël, séduit de nombreuses personnes, sondage après sondage : selon une enquête réalisée en 2008 dans 17 pays par WorldPublicOpinion.org, cette théorie rencontre le plus de succès dans les pays arabes (en Jordanie, presque une personne sur deux y croit, 55 % en Égypte, 24 % en Allemagne, 15 % en France). « Les plus préoccupants de ces résultats sont sans doute ceux obtenus aux États-Unis même, puisqu’une enquête montre que 36 % des Américains déclarent juger possible ou très probable l’implication d’officiers fédéraux dans les attentats ».

## Hypothèse d'une connaissance préalable du gouvernement

### Connaissance d'une attaque sur le sol américain
Les partisans de la thèse d'une connaissance préalable du gouvernement s'appuient, entre autres, sur les points suivants. De janvier à mai 2000, le chef présumé des terroristes avait été mis sous surveillance lorsqu'il se trouvait en Allemagne,.
En juin 2001, les services de renseignements américains et israéliens reçoivent des signaux d'alarme selon lesquels « des terroristes du Moyen-Orient ont l'intention d'utiliser des avions commerciaux pour attaquer des bâtiments symbolisant la culture américaine et israélienne. »
Le 12 juillet 2001, Larry Mitchell, représentant de la CIA à Dubaï, aurait rendu visite à Oussama Ben Laden à l'hôpital américain à l'initiative du directeur des services secrets saoudiens, le prince Turki bin Faisal Al Saud (qui démissionnera le 1er septembre),,,,,,,.
CBS News annonce le 26 juillet 2001 que le ministre de la Justice, John Ashcroft a arrêté de voler sur des lignes aériennes commerciales du fait d'une réévaluation des menaces contre les vols commerciaux. Ashcroft déclare à la presse qu'il n'a aucune idée de ce qui a causé cette réévaluation.
Fin juillet 2001, l'Égypte informe la CIA que 20 membres d'Al Qaïda sont présents sur le sol américain et que 4 d'entre eux ont reçu une formation de pilote sur avions Cessna.
Hassan Dabou, en août 2001 un informateur marocain, avertit qu'il a entendu dire que Ben Laden a planifié « quelque chose de spectaculaire » pour une « opération de grande envergure à New York » pendant l'été ou la fin de l'année 2001.
Le 6 août, le président Bush prend connaissance d'une note intitulée « Bin Ladin Determined To Strike in US ». De façon plus générale, il reçoit de janvier à septembre 2001 plus de 40 President's Daily Brief concernant Al-Qaïda.
Début août 2001, l'arnaqueur Randy Glass (en) contacte le personnel du sénateur Bob Graham, alors président de la commission chargée du contrôle des services de renseignements, ainsi que le député Robert Wexler (né le 2 janvier 1961), pour les avertir d'un plan d'attaque contre le WTC, mais il est ignoré.
Cofer Black (en), le 15 août 2001, à la tête du Centre de contre-terrorisme de la CIA, déclare lors d'une conférence : « Nous allons bientôt être attaqués, beaucoup d'Américains vont mourir, et il se peut que ce soit aux États-Unis même. » Mais il note également qu'il n'avait pas de renseignement opérationnel (date, lieu) à donner aux politiques afin que ceux-ci réagissent.
Le Mossad donne le 23 août 2001 à la CIA une liste de noms de terroristes vivant aux États-Unis dont il suppose qu'ils préparent une attaque pour bientôt ; seuls 4 noms sont publics : Nawaf al-Hazmi, Khalid al-Mihdhar, Marwan al-Shehhi, et Mohammed Atta, tous impliqués dans les attaques du 11 Septembre,.
Le 10 septembre, un groupe d'officiers supérieurs du Pentagone annule soudainement un vol planifié pour le matin suivant, apparemment par souci de sécurité,.
Selon Le Monde du 21 septembre 2001, dans un article regroupant les signaux d'alarme parvenus à Washington (émis y compris par les services français et allemands), « le FBI et la CIA ont négligé le risque terroriste et les informations données sur les kamikazes ».
L'ex-agent de liaison de la CIA avec l'Irak, Susan Lindauer témoigne que la CIA avait une connaissance préalable précise de la menace d'attentat sur le World Trade Center par des détournements d'avions.
Coleen Rowley (en), ex-agent du FBI, dénonce les obstructions dont fut victime son bureau tentant d'enquêter en août 2001 sur Zacarias Moussaoui, suspecté de projeter un attentat suicide aux commandes d'un avion de ligne.

### Comportement du président
Les partisans de la thèse du déclenchement délibéré soulignent les faits suivants concernant le comportement du président américain, George Bush :
La présence du président à l'école élémentaire Emma E. Booker Elementary School à Sarasota en Floride le matin des attaques était largement diffusée dans la presse locale,. Toutefois, après que le deuxième avion a percuté le World Trade Center, le Secret Service a autorisé le président à rester dans la salle de classe pendant 10 minutes supplémentaires et à prononcer un discours à la nation depuis cette même école, avant de retourner à Washington faire son discours,. Le fait que l'emploi du temps du président ce jour-là était connu du public pourrait en lui-même être une raison plus que suffisante pour l'évacuer d'urgence, non seulement pour protéger le commandant en chef et son équipe, mais aussi pour assurer la sécurité des enfants et des professeurs de l'école. Les partisans de cette thèse soutiennent que le Secret Service n'avait aucun moyen de savoir si, parmi les centaines d'avions commerciaux volant à proximité immédiate, il n'existait pas d'avions détournés potentiels visant l'école élémentaire Booker, alors que les détracteurs annoncent que le nombre d'avions détournés était identifié. Quoi qu'il en soit, le président est resté dans l'école après son discours (commencé à 9 h 29) une vingtaine de minutes avant le décollage à 9 h 55 de l'avion présidentiel Air Force One, chargé de l'évacuer.
Les partisans de la version couramment admise utilisent ce point pour justifier que l'administration Bush n'était pas au courant et n'a pas vu dans les deux premiers crashs tout le danger associé. Les partisans du complot d'État utilisent ces faits pour soutenir la thèse que l'administration Bush connaissait suffisamment les attaques pour être convaincue qu'il n'y avait pas de menace imminente visant le président des États-Unis. Selon la procédure standard du Secret Service[réf. nécessaire], le président aurait dû immédiatement être déplacé vers un lieu sécurisé. Le personnel et les journalistes affectés à la Maison-Blanche ont rapporté qu'ils ont été embarqués d'urgence dans Air Force One et que l'avion a effectué un décollage très inhabituel et brutal – certains prétendant même que l'avion avait décollé avec un angle supérieur à 55 degrés (« presque vertical »). D'autres notent qu'à l'inverse du personnel à la Maison-Blanche, Bush se trouvait à des centaines de kilomètres de toute cible nationale potentielle et des cibles effectives à Washington et à New York. Toutefois, ceux qui critiquent l'attitude du président ce jour-là argumentent que cette explication ne justifie pas le manque de considération pour la sécurité immédiate du président dans la mesure où son apparition dans l'école était une information connue du public depuis 4 jours.
Certains prétendent que les procédures standards n'ont pas été respectées ce jour-là, et en ont déduit que le Secret Service savait que le président n'était pas menacé par une attaque imminente. Certains défenseurs de Bush justifient son attitude en disant qu'il voulait éviter « de paniquer les élèves de l'école » avec un départ trop rapide préférant rester leur lire un livre en classe sur l'histoire (en Français La chèvre domestique et en anglais The Pet Goat (en)) de l'auteur MyGraw-Hill,.

## Hypothèse d'une participation du gouvernement

### Simulations militaires ayant eu lieu le matin du11 septembre
Les partisans de la thèse du déclenchement délibéré s'appuient sur les faits suivants :
Plusieurs enquêteurs ont évoqué le fait que les nombreuses simulations militaires et les exercices de préparation à un désastre qui ont eu lieu le matin du 11 septembre 2001 ont pu servir de couverture aux véritables attaques. Parmi ces enquêteurs, on trouve la représentante Cynthia McKinney, le journaliste Webster G. Tarpley, l'économiste Michel Chossudovsky et Michael Ruppert, fondateur de « From the Wilderness ». Le matin du 11 septembre les simulations militaires et les exercices suivants ont eu lieu sous le contrôle de l'US Air Force, NRO, NORAD, CIA, la FEMA et FAA :
- Les opérations Vigilant Warrior et Vigilant Guardian, un exercice combiné (un attaquant et un défenseur) simulant des détournements d'avions et l'injection de faux signaux d'avions sur les radars[72].
- L'opération Northern Guardian qui aurait affaibli la capacité de réponse de la base aérienne de Langley[73].
- L'opération Northern Vigilance, un exercice annuel de l'Air Force simulant une attaque russe, dans lequel les chasseurs de la défense aérienne qui patrouillent normalement au Nord-Est sont redéployés sur le Canada et l'Alaska[74].
- Un exercice du National Reconnaissance Office, prévu à 9 h, simulant le crash d'un petit avion d'affaires à la suite d'un problème mécanique, sur l'un des quatre bâtiments de son quartier général. Cependant, selon une porte-parole de l'agence, « l'exercice a été annulé dès que la véritable attaque a commencé »[75].

Avec au moins cinq scénarios de détournement d'avions se déroulant pendant ces exercices militaires, les partisans de la théorie du complot prétendent que les radars de la NORAD et de la FAA auraient affiché un grand nombre d'avions détournés durant toute la matinée, ce qui aurait eu pour effet selon eux d'affaiblir et de retarder la réponse à une attaque réelle. La représentante Cynthia McKinney a questionné le ministre de la Défense Donald Rumsfeld à deux reprises sur ces exercices militaires du 11 septembre, lors de son témoignage devant le Congrès.
Les partisans de la version couramment admise réfutent l'accusation, en proposant l'hypothèse que les terroristes auraient pu être au courant de certains de ces exercices, ce qui aurait motivé le choix de leur date. Si cela est vrai alors les terroristes auraient bénéficié d'informations provenant d'agents infiltrés au sein de l'administration de l'armée des États-Unis.[réf. nécessaire]

### Rôle des frères Bush
C'est d'abord Marvin Bush (né le 22 octobre 1956) qui est sur la sellette. Il est en effet, avant le 11 septembre, un des administrateurs de Securacom, la firme chargée de la sécurité du World Trade Center, dont le capital est détenu par des intérêts koweitiens. Il a certes démissionné en juin mais son cousin, Wirt Dester Walker III, en reste président jusqu'en 2002. De plus, ce même cousin préside Aviation general qui fournit des avions au NCATO, centre d'entraînement des pilotes égyptiens basé à Gizeh, ville où est né Mohammed Atta. Le NCATO a des accords avec un centre de pilotage de Daytona Beach (Embry-Riddle Aeronautical University), qui fut l'objet d'une enquête du FBI, qui le soupçonnait d'avoir formé les pirates du 11 Septembre. Le site What really happened détaille les événements inhabituels qui se sont produits au WTC dans les semaines et jours précédant l'attentat, dont une panne de courant le week end du 9, qui a mis hors service les caméras de surveillance de la tour 2.
C'est ensuite Jeb Bush, gouverneur de Floride, qui est accusé de s'être précipité la nuit suivant les attentats à l'école de pilotage de Venice (Floride), Huffman Aviation, pour en saisir les papiers. Cette affaire déjà publiée a resurgi lors de la candidature de Jeb Bush à la présidentielle de 2016. À la question posée, il a répondu que cette nuit-là il était au centre de commandement des opérations, pas à Venice. Son interlocuteur dit qu'on ne l'y a pas vu.

## Hypothèse de la démolition contrôlée

### Pose d'explosifs dans les tours
Selon des membres du 9/11 Truth Movement, comme le physicien Steven Jones, le théologien David Ray Griffin, l'architecte Richard Gage, l'auteur Webster Griffin Tarpley ou l'informaticien Jim Hoffman, l'effondrement des tours du World Trade Center n'a pas été causé par les dégâts provoqués par les avions mais par des explosifs préalablement installés.
Cette hypothèse a d'abord été suggérée en 2001 puis est devenue de plus en plus importante pour le mouvement. Elle est rejetée par les principaux médias, les enquêtes des organismes officiels, ainsi que par des ingénieurs et scientifiques indépendants,,.

### Rapports d'enquêtes
La FEMA, le MIT et le NIST, ont publié des études sur ces effondrements. Ces rapports concluent à un effondrement local provoqué par les dommages résultant de l'impact des avions et des incendies, provoquant par la suite un effondrement global par « effet domino ». Cette thèse est également défendue par Zdeněk Bažant, expert en mécanique des matériaux ou par le professeur Jérome Quirant, spécialiste des structures.
Selon les tenants de la thèse de la démolition volontaire comme Gordon Ross, la chute des tours présente les caractéristiques spécifiques d'une démolition contrôlée et d'une chute quasi libre. Il est toutefois très délicat de chronométrer la durée de chute du fait des larges nuages de poussière qui masquent le bâtiment. La chute aurait cependant duré 12,6 secondes pour la tour 1 et 11,5 secondes pour la tour 2. Le NIST également estime que l'effondrement s'est effectué « essentiellement en chute libre, comme le montrent les vidéos », indiquant que « la structure située sous la zone de l’amorce d’effondrement a offert une résistance minimale à la chute de la partie supérieure de l’immeuble »,. Sur ce point, le NIST et ses détracteurs s'accordent, bien que le NIST réfute toute présence d'explosifs.
Toutes les thèses de démolition contrôlée se focalisent sur la présence d'explosifs permettant la démolition, seule manière selon leurs auteurs d'expliquer la faible résistance de la structure porteuse. On peut noter que les démolitions contrôlées commencent le plus souvent au niveau du sol. En effet, en détruisant les structures porteuses au sol, la simple force de gravité est utilisée pour provoquer l'effondrement successif de chaque étage.  
Europhysics News, revue de la Société Européenne de Physique (European Physical Society) a publié en juillet-août 2016 un article dont la conclusion est :
« le feu n'a jamais causé l'effondrement complet d'un gratte-ciel à structure d'acier, ni avant ni après le 11 septembre. Un événement sans précédent s'est-il produit à trois reprises le 11 septembre 2001 ? Les rapports du NIST,, qui ont cherché à soutenir cette thèse improbable, laissent non convaincus un nombre croissant d'architectes, d'ingénieurs et de scientifiques. Au contraire, les données suggèrent surabondamment que les trois bâtiments ont été détruits par démolition contrôlée. Vu les importantes implications de cette hypothèse, il est moralement impératif qu'elle soit soumise à une investigation réellement scientifique et impartiale par les autorités responsables. ».
Néanmoins l’éditeur du magazine Europhysics News lui-même affirme ne pas croire à cette théorie et le spécialiste dans le calcul des structures, Jérôme Quirant, considère que l'article d'Europhysics News est une « succession de spéculations, de conjectures, mais rien d’étayé sur le plan scientifique ».

### Cas de la tourno7du WTC

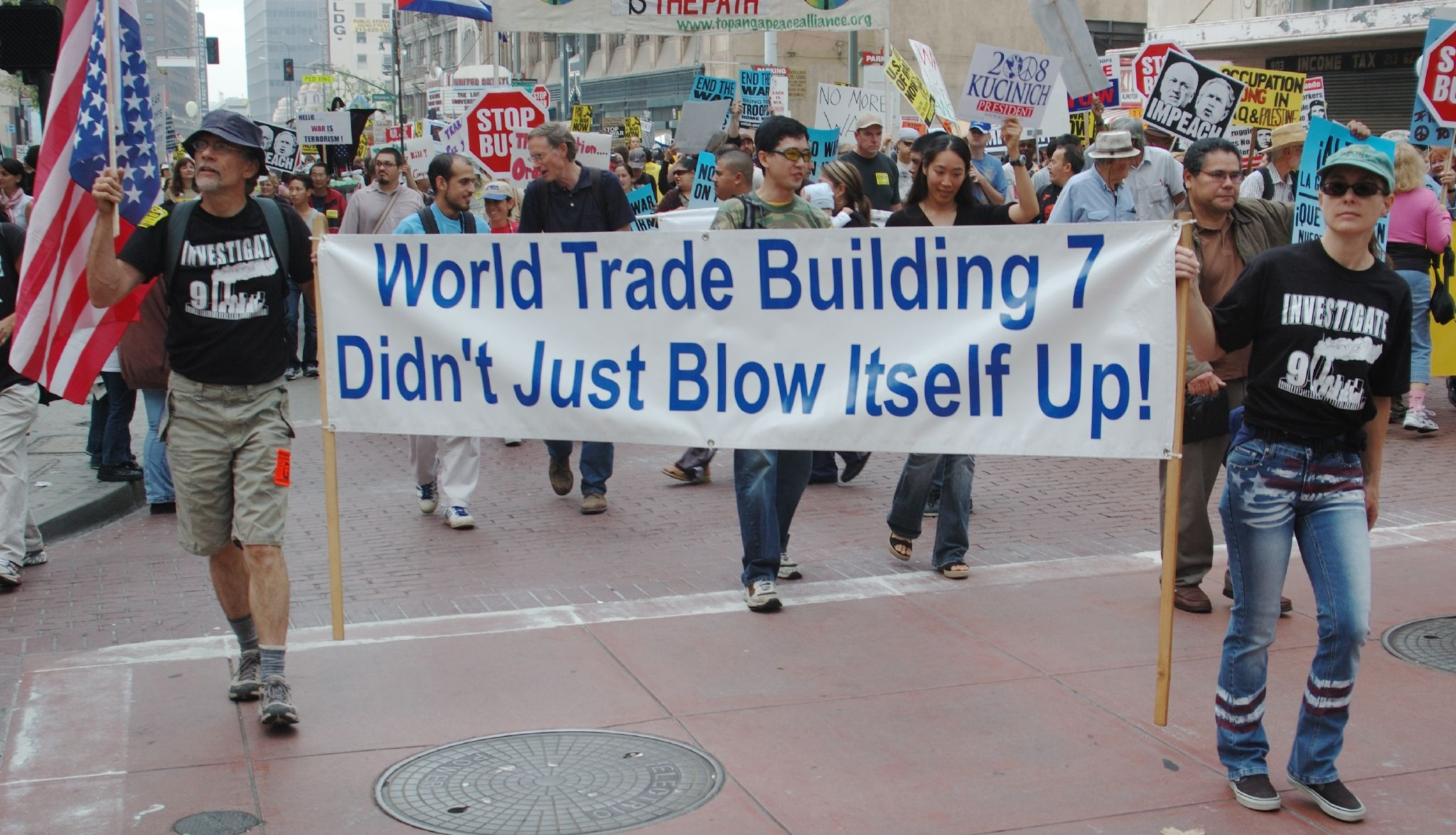
Manifestants réclamant une enquête sur le cas de la tour no 7, lors d'un défilé de protestation anti-guerre, Los Angeles, 28 octobre 2007

Le 7 World Trade Center du WTC est celui qui a le plus retenu l'attention de ceux qui contestent la version couramment admise des attentats. Ce bâtiment de construction métallique haut de 48 étages, sis à moins de 150 mètres des deux tours jumelles, qui abritait des bureaux de la CIA, de l'IRS, du Secret Service, le bunker du maire de New York, Rudolph Giuliani, et 3 000 à 4 000 dossiers sur des investigations à Wall Street, n'a été touché par aucun avion mais par des débris dus à l'effondrement de ses voisines.
Dans l'angle sud-ouest de l'immeuble, sept colonnes périmétriques ont été gravement endommagées par des débris provenant de la tour jumelle nord. Cette atteinte structurelle n'est cependant pas nécessaire à l'explication de l'effondrement complet du bâtiment, qui serait dû à l'incendie, selon le NIST,.
Les pompiers sur place rapportent que le bâtiment était par ailleurs entamé par des incendies sur 20 étages différents. Les secouristes semblaient certains dès 15 h que le bâtiment allait s'effondrer.
Le rapport officiel du NIST,, explique que l'écroulement est dû à un incendie allumé par des parties des deux tours du WTC en feu tombant sur l'immeuble. Les tenants d'une destruction volontaire et contrôlée font remarquer qu'il n'existe aucun exemple de gratte-ciel à structure d'acier qui se soit intégralement effondré à cause d'un incendie. Le NIST lui-même reconnaît que « l’effondrement du WTC 7 est le premier effondrement total d’un gratte-ciel essentiellement dû à des incendies ».
De l'avis de l'ingénieur informaticien Jim Hoffman du 9/11 Truth Movement, l'écroulement de la tour est, sans aucun doute possible, la conséquence d'un travail minutieux réalisé par des hommes de l'art, plutôt qu'une conséquence de la chute des deux tours jumelles. Selon le site complotiste ISGP, une explosion retentit juste avant le début de l'effondrement de l'immeuble, bien qu'il n'ait pas été trouvé de traces d'explosif lors des enquêtes scientifiques.
Les partisans du complot avancent que cet effondrement, selon eux préparé et programmé, a mené à une démolition « parfaite » mais il ne s'agit que d'une impression ; un portique de structure cède en premier sous l'effet de l'incendie actif depuis des heures puis les vitrages des derniers étages sous l'effet de la déformation du bâtiment ou l'onde de choc et enfin, tout l'immeuble s'effondre mais 6 à 7 secondes après, ce qui ne se constate pas dans une « démolition contrôlée ».

#### Déclarations du propriétaire de la tour
D'après le théoricien du complot Alex Jones, Larry Silverstein étant depuis le 24 juillet propriétaire de ce bâtiment et du contrat de leasing des tours jumelles à la date des attentats, aurait admis (par l'emploi d'un mot dont le sens peut prêter à confusion), au cours d'une interview, avoir lui-même décidé - conseillé en cela par le New York City Fire Department (FDNY) - de la destruction contrôlée du WTC7 le jour de l’attaque. Silverstein avait déclaré lors d'une interview pour un documentaire de la chaîne publique PBS diffusé le 10 septembre 2002 : « Je me souviens avoir reçu un appel du chef des pompiers, me disant qu'ils n'étaient pas sûrs de pouvoir contenir le feu, et j'ai dit : « Nous avons déjà subi des pertes terribles en vies humaines, peut-être que la meilleure chose à faire serait de se retirer [pull it]. » Ils ont pris cette décision [to pull] et puis nous avons regardé le bâtiment s'effondrer. »,.
L’emploi par Silverstein du verbe anglais to pull  renverrait selon certains au jargon désignant les destructions planifiées de bâtiments grâce à des explosifs,. Larry Silverstein lui-même a rejeté une telle interprétation de ses propos en expliquant que la phrase ne peut être comprise que dans le contexte de la conversation et que le verbe pull (dans ce cas dans le sens de « retirer ») se référait à l'équipe d'intervention des pompiers « c'était l'équipe des pompiers, pas l'immeuble, qui devait être retirée » (« it was the firefighting team, not the building, that was to be pulled »),. Par ailleurs, il n'entre en aucune manière dans les attributions ou les compétences des pompiers de déclencher des explosifs.

### Cas des tours jumelles 1 et 2

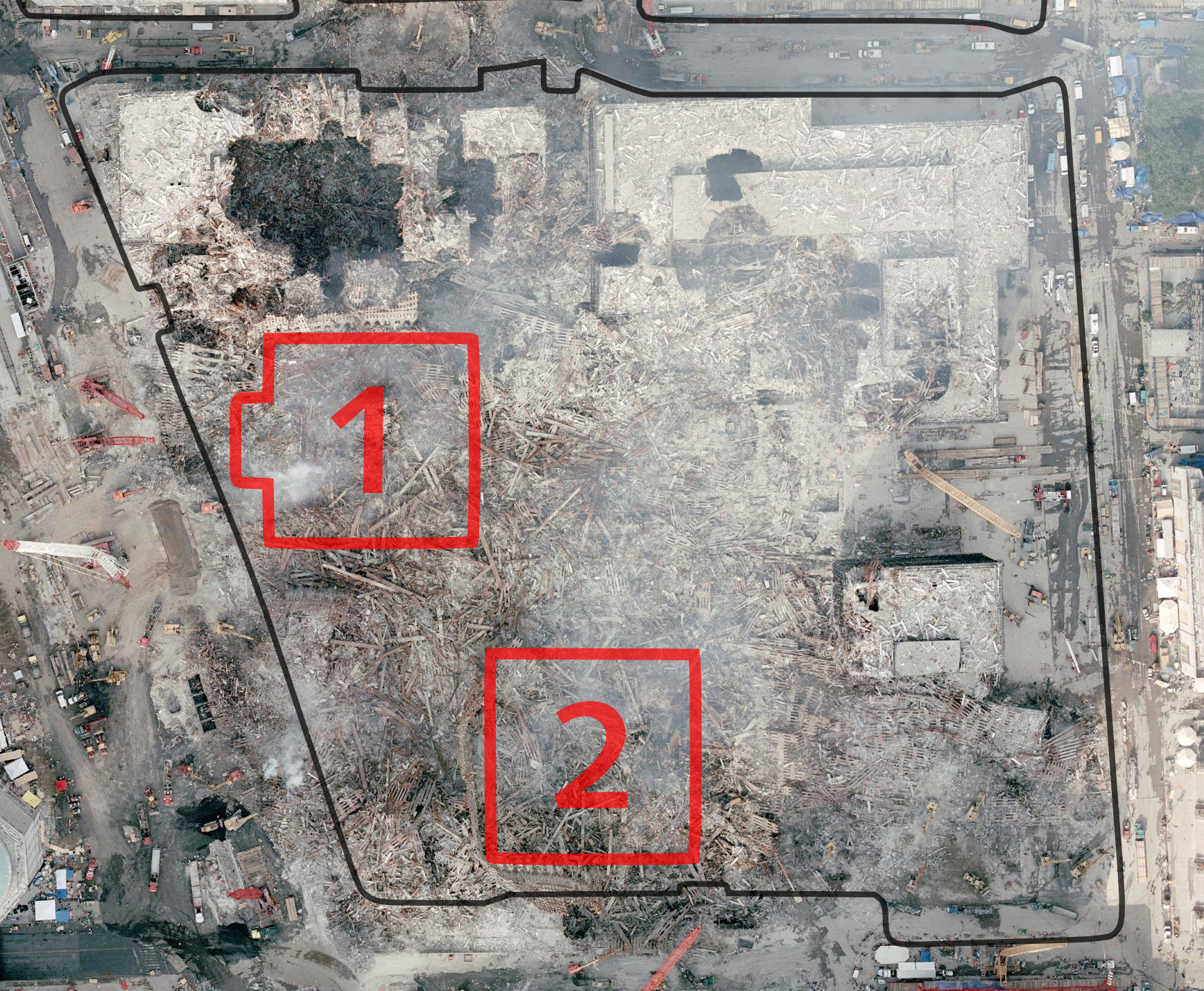
Vue aérienne de Ground Zero marqué des contours des tours jumelles, 23 septembre 2001

L'écroulement vertical et rapide des tours est un des éléments les plus controversés. Jeff King, titulaire d'un diplôme d'ingénieur électricien du MIT et Jim Hoffman contredisent la thèse de l'effondrement dû uniquement à la chaleur. Pour eux, d'une part le feu n'a pas pu fragiliser la structure d'acier des tours et d'autre part si effondrement il devait y avoir, il ne pouvait être strictement vertical et symétrique.

#### Témoignages d'explosions

##### Avant l'impact des avions
D'après William Rodriguez, gardien des tours, plusieurs gros grondements (« we hear like a big rumble, (...) and all of sudden we hear another rumble ») ont été entendus au sous-sol, niveau B2 ou B3 des tours, juste avant que les avions ne touchent les tours. M. Rodriguez affirme également que le centre de contrôle de la tour construit après l'attentat du World Trade Center en 1993 était vide après cette explosion. Il affirme que seule une partie des témoignages de ces bruits a été entendue par la commission d'enquête.
Les critiques de cette théorie font remarquer que, compte tenu de la vitesse du son dans l'acier, environ 16 fois plus élevée que la vitesse du son dans l'air, les explosions ont pu être ressenties en deux temps par les témoins, d'abord transmises le long des cages d'ascenseur, avant d'être entendues. Ce phénomène pourrait expliquer l'illusion d'explosions souterraines.
William Rodriguez expliqua également aux membres de la commission d'enquête qu'il était le tout dernier survivant sorti des décombres, ce qui a été établi comme inexact par la suite. Au moins 18 personnes vivantes furent sorties de la Tour Nord (One World Trade Center), jusqu'à bien longtemps après lui. La dernière survivante sortie des décombres fut Genelle Guzman-McMillan, qui fut secourue quelque 26 heures plus tard, vers 12 h 30 le lendemain des attaques.
William Rodriguez affirme enfin avoir vu des dégâts matériels ainsi que des brûlés dans les sous-sols à la suite de ce bruit. Quatorze autres personnes ont ressenti et entendu le même bourdonnement. Aucune de ces 14 personnes n'a cependant été témoin d'une explosion.
Dans ses plus récentes interviews, notamment le 17 août 2007, William Rodriguez parle d'une explosion et non plus d'un grondement (« rumble ») (« All of a sudden at 8:46... we hear BOOM! An explosion so powerful and so loud that push us upward in the air coming from below! It was so powerful that all the walls cracked »).

##### Quelques secondes avant l'écroulement des tours
Certains sites du 9/11 Truth Movement affirment qu'il existe des témoignages de détonations avant l'écroulement des tours.

#### Découverte de produits de réaction aluminothermiques dans les cendres et l'acier du World Trade Center
Une hypothèse alternative ou plutôt complémentaire à l'usage d'explosifs présentée par les sceptiques est l'utilisation de thermate composée de thermite et de soufre pour précipiter l'effondrement des tours, en sectionnant les colonnes d'acier porteuses. La thermite apporte l'énergie thermique sous forme de fer à l'état liquide. Le rôle du soufre est d'abaisser la température de fusion de l'acier à découper en formant avec celui-ci un mélange eutectique. Cette hypothèse a été particulièrement développée par Steven E. Jones. Il l'a corroborée en analysant un échantillon de poussière provenant de la tour Sud.
À l'appui de cette thèse, une vidéo[Laquelle ?] montre des flots de matière incandescente jaillissant du coin Nord-Est de la tour Sud (Two World Trade Center), à partir du 80e étage, pendant les sept minutes ayant précédé sa chute.
L'utilisation de la thermate expliquerait les traces de soufre ayant pénétré profondément la structure d'acier et retrouvées dans les débris WTC 1 & 2 et WTC 7 par Jonathan Barnett de l'Agence fédérale des situations d'urgence (FEMA), ainsi que l'apparence de coupes biseautées sur des poutrelles visibles sur certaines photos.
Certains observateurs[Qui ?] suggèrent cependant que ces photos pourraient montrer des découpes effectuées après les effondrements par les équipes de déblayage. La plupart de ces poutres d'acier auraient été enlevées des débris dans les jours suivant les attentats pour être recyclées, transportées et fondues en Chine par la société Shanghai Baosteel Group Corp. et en Inde, empêchant toute analyse directe alors que le reste des débris était recyclé sous la direction de la ville de New York ou même volé. Seuls 146 échantillons auraient été conservés pour analyse ultérieure,,,,.

#### Études du crash d'un avion de ligne sur les tours
Selon une étude réalisée en 1964 lors de l'élaboration des plans du WTC, le crash d'un Boeing 707 volant à 960 km/h n'aurait pas causé son effondrement. Cependant, lors du procès concernant le premier attentat contre le WTC en 1993, des experts avaient annoncé que les tours ne résisteraient pas à un Boeing 767 (le type d'avion utilisé).

#### Température des incendies
Selon whatreallyhappened.com, la température atteinte par les incendies n'aurait pas été suffisante pour que la fragilisation des structures métalliques provoque l'écroulement, la température de fusion de l'acier étant de 1 482 °C, et la température maximum que peut atteindre le carburant de ce type d'avion étant de 982 °C dans des conditions optimales. D'autre part, l'acier des tours a été certifié pour supporter 1 093 °C durant six heures (preuve en est[réf. nécessaire] l'incendie de 1975 dont le WTC s'est sorti avec des dégâts superficiels). Cependant, l’acier perd déjà 50 % de sa résistance mécanique lorsqu'il est chauffé à 500 °C, donc bien avant qu'il commence à fondre. Jim Hoffman, sur son site internet, s'appuie sur le fait que le rapport du NIST conclut des quelques échantillons de poutrelles qu'il a pu analyser que le feu n'avait pas dépassé les 250 °C, et une forte quantité de carburant a brûlé à l'extérieur des tours particulièrement dans le cas de la tour sud et les témoignages des pompiers parvenus au 78e étage n'auraient fait état que de deux poches de feu. Dans les faits, le rapport du NIST indique que la chaleur n'a dépassé les 250 °C que dans trois des poutrelles examinées, mais souligne que ses études n'ont porté que sur 3 % des poutrelles du périmètre et sur 1 % des poutrelles centrales, qui avaient conservé suffisamment de peinture pour réaliser une telle analyse : ces données ne peuvent donc pas être généralisées. Le rapport conclut que l'écroulement des tours était dû à l'effet combiné de l'impact des avions et des incendies multiples s'étant déclarés dans les étages. L'effet des incendies, qui aurait été insuffisant pour faire s'écrouler les tours dans des circonstances normales, a été maximisé par les dommages infligés, lors des chocs, à la structure des immeubles et à leur isolation thermique,.

### Présence de réactifs aluminothermiques dans les poussières du World Trade Center
En février 2009, un article publié par Bentham Science Publishers a conclu, d'après les observations des auteurs, à la présence de nanothermite n'ayant pas réagi — sous forme d'éclats de taille submillimétrique — dans les poussières du World Trade Center,. Ont participé à cette étude, Jeffrey Farrer (BYU, direction laboratoire de microscopie par transmission électronique), N.H. Harrit (chercheur en nano-chimie à l'université de Copenhague), Steven E. Jones, Kevin R. Ryan, James R. Gourley, Gregg Roberts, Frank M. Legge, Daniel Farnsworth, Bradley R. Larsen. Niels Harrit a été interviewé à ce sujet par la chaîne de télévision danoise TV2NEWS en avril 2009 environ, puis en France par La Télé Libre en octobre 2009.
Toutefois, Jérôme Quirant, professeur de mécanique à l'université de Montpellier, a pointé du doigt de nombreuses erreurs dans la méthodologie employée par les scientifiques et a en outre repris et commenté une étude tendant à démontrer que ce qui fut analysé comme étant des résidus de nanothermite se trouvait finalement être des écailles de simple peinture,,.

## Thèses alternatives sur les causes et les responsables

### Avis de recherche
Les avis de recherche de Ben Laden et d'Ayman al-Zawahiri, le numéro 2 d'Al-Qaida, indiquent que ces personnes sont recherchées pour être responsables des explosions des ambassades américaines à Dar es Salaam (Tanzanie) et Nairobi (Kenya) et d'autres attentats à travers le monde sans mentionner les attentats du 11 Septembre, ce qui pousse certains à dire que la connexion de Ben Laden aux attentats n'est pas établie. Dans d'autres avis de ce type, ne sont pas toujours explicitement mentionnés tous les crimes pour lesquels des personnes sont poursuivies. En plus de la prime de 25 millions de dollars promise par le Département d'État des États-Unis, une prime de deux millions de dollars est promise par l'Air Line Pilots Association et l'association du transport aérien pour sa capture. David Ray Griffin relève toutefois que le porte-parole du FBI Ed Haas a déclaré en 2006 : « aucune preuve ne permet de lier Ben Laden au 11 Septembre »,. Dans La Face cachée du 11 Septembre, le journaliste Éric Laurent rapporte les propos d'un responsable du FBI qui déclare sous le couvert de l'anonymat : « Pour la justice américaine et les agences chargées de l'enquête, Ousama, c'est vrai, n'est donc pas officiellement suspect dans le carnage perpétré. Nous sommes un certain nombre à éprouver un grand trouble devant cette situation mais nous avons les mains liées. L'attitude de M. Ashcroft et du président Bush, quant à elles, sont inexplicables. »

### Délits d'initiés
Dans son livre La Face cachée du 11 Septembre, Éric Laurent, un inlassable détracteur des Bush depuis la première guerre du Golfe, met en exergue les délits d'initiés entourant les attentats. En effet, un achat anormalement élevé d'options de vente a été constaté sur plusieurs entités liées aux attentats dont en premier lieu les actions de la banque Morgan Stanley qui occupait plusieurs étages du World Trade Center. Il est plausible que des mouvements financiers dus à un petit nombre d'initiés (banques islamistes proches d'Al-Qaïda) aient provoqué, par effet d'entraînement, une rumeur défavorable apte à provoquer ces baisses de cours. Il a été possible d'établir que la majeure partie des transactions avait été « portée » par la Deutsche Bank et sa filiale américaine d'investissements, Alex Brown.
Des ventes sur les compagnies d'assurances Axa Re et Munich Re, qui assuraient le complexe, ont également été faites dans les jours précédant le 11 Septembre.
Une quantité importante de « put » (options de vente, produits financiers prenant de la valeur lors des baisses), 4 744 exactement, a également été placée sur la compagnie United Airlines au « Chicago Board Options Exchange » les 6 et 7 septembre, ainsi que 4 516 puts sur American Airlines, les deux seules compagnies dont les avions ont été détournés. Les ordinateurs servant à ces transactions se trouvaient dans les tours du World Trade Center, et les boîtes noires des enregistrements de ces ordinateurs auraient été dissimulées au public.
Allen Poteshman, un professeur de finance à l'université de l'Illinois, a publié un article démontrant que les délits d'initiés sur les actions de United et d'American Airlines indiquent que certains ont profité de la connaissance préalable des attentats. Poteshman conclut, « Il y a à l'évidence une activité inhabituelle sur le marché des actions dans les jours précédant le 11 Septembre ». De même dans une étude de 2007, Marc Chesney et Loriano Mancini, professeurs à l'université de Zurich concluent : « des volumes atypiques, très rares, sur certains titres peuvent laisser penser à des délits d'initiés ».
Quant à la commission d'enquête officielle, elle a rejeté dans son rapport les allégations de délits d'initiés. De même, à la suite de l'enquête menée conjointement par le FBI, le ministère de la Justice, la SEC (Securities and Exchange Commission) et le gendarme de la bourse, Ed Cogswell, porte-parole du FBI, annonça le jeudi 19 septembre 2003 dans un bref communiqué qu'il n'existait « absolument aucune preuve » que les spéculateurs s'étant livrés à ces transactions aient eu connaissance de la préparation des attentats.

## Polémique du crash sur le Pentagone

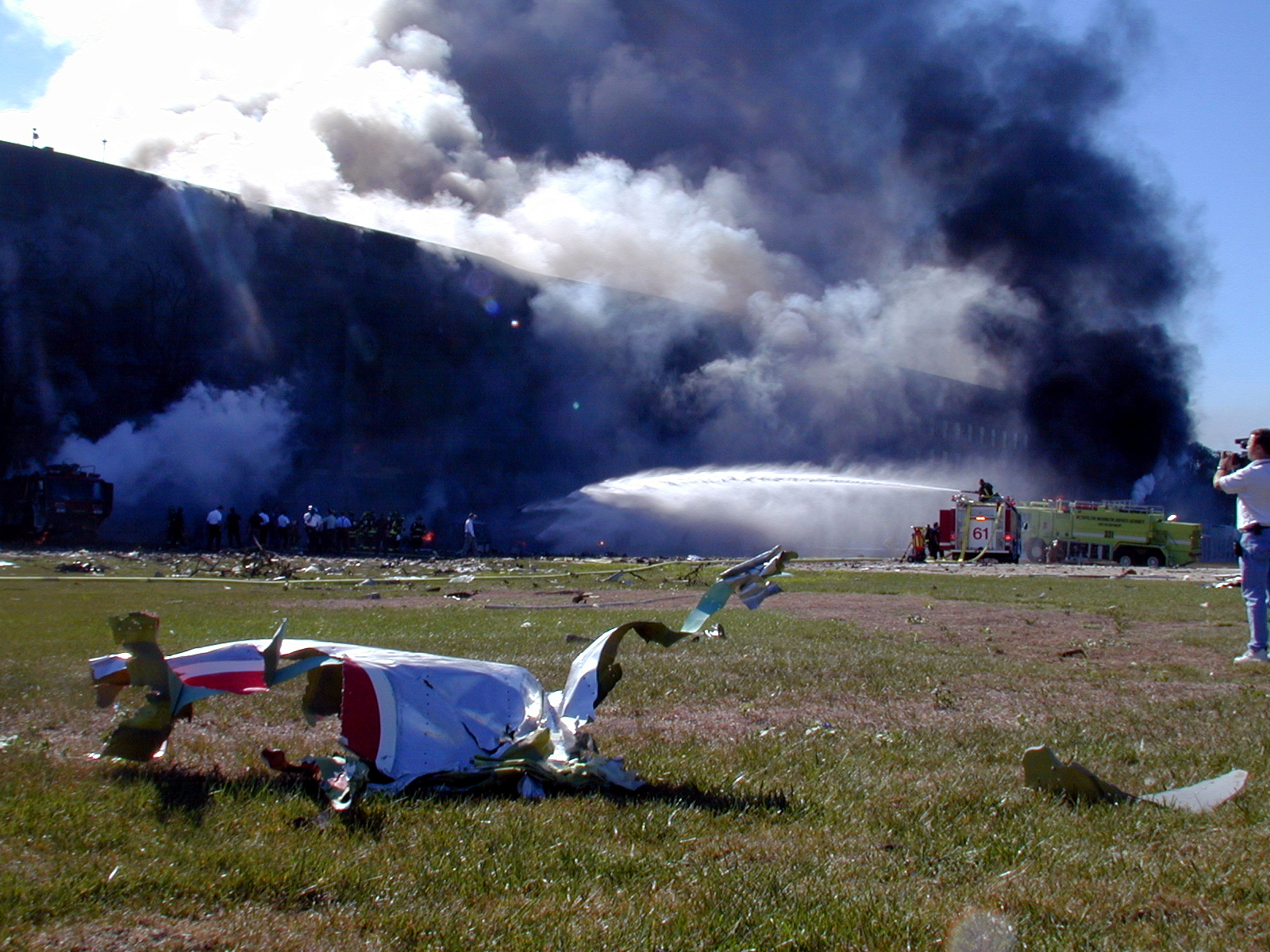
Lutte contre l'incendie le 11 septembre 2001. Sur la pelouse, un des débris de carlingue du vol American Airlines 77.

À 9 h 37, soit 51 minutes après que le premier avion a heurté le WTC, le Pentagone est attaqué de la même manière par le vol AA 77 ; sont tués les 64 passagers à bord et 125 personnes au sol.
Les premières images du Pentagone qui ont été transmises ne montraient que peu de débris d'avion. La pelouse devant le Pentagone semblait relativement épargnée et les dommages apparents sur la façade ne semblaient pas, pour certains, correspondre à ceux pouvant être causés par un avion de ligne.
En France, le comique Jean-Marie Bigard nie qu'un avion se soit écrasé sur le Pentagone. En effet, déclare-t-il le 5 septembre 2008, lors de l'émission On va s'gêner de Laurent Ruquier, sur Europe 1 : « Ben Laden est mort depuis longtemps et l'on est absolument sûr et certain maintenant que les deux avions, dont l'un s'est écrasé sur le Pentagone, n'ont jamais existé et ils volent encore. » Il ajoute : « C'est un mensonge absolument énorme ». Il précise que c'est un missile américain qui a frappé le Pentagone et que l'État américain a créé lui-même l'histoire de ces attentats. Le 28 septembre 2009, le politique Jean-Marie Le Pen déclare à Guillaume Durand sur Radio Classique : « Je partage la suspicion de millions de gens par rapport à la thèse officielle qui nous a été avancée (…). Je vais vous citer un seul exemple. C'est celui du Pentagone. On nous dit qu'il y a un avion de ligne qui a percuté le Pentagone. On nous montre un trou de 6 mètres de diamètre, et il n'y a ni moteur, ni carlingue, ni sièges, ni queue d'appareil, ni ailes, ni rien du tout, alors on se moque de nous. ».

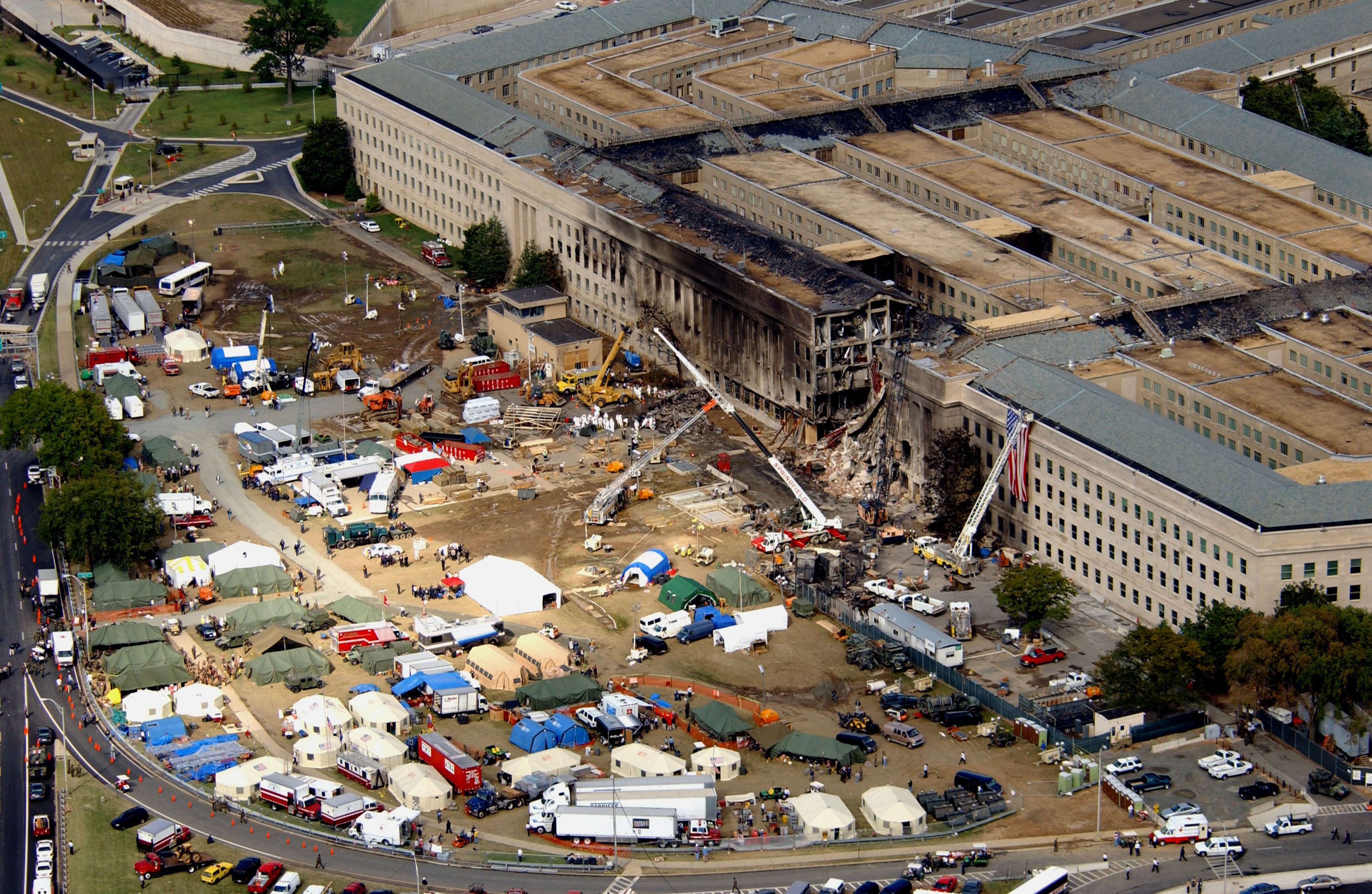
Photographie aérienne, le jour de l'impact

À la suite de ces contestations de la vérité officielle, diverses photographies montrant des débris sont publiées, (en France par Le Monde, puis reprises par d'autres journaux),.
Les témoignages directs, et les photographies montrant les débris éparpillés ne manquent pourtant pas ; le premier ingénieur à arriver sur place après l'accident, l'expert en explosion et président de KCE Structural Engineers PC à Washington, Allyn E. Kilsheimer, témoigne : 
« J'ai vu les marques des ailes de l'avion sur la façade du bâtiment. J'ai ramassé des morceaux d’avion avec des identifications de la compagnie d’aviation sur eux. J'ai tenu de ma main la queue de l'avion et j'ai retrouvé la boîte noire. […] J'ai tenu dans mes mains des morceaux des uniformes de l'équipage, avec des morceaux de corps. C'est bon, maintenant »,,.
Le correspondant de CNN Jamie McIntyre (en) (qui d'après le 9/11 Truth Movement avait affirmé en direct qu'« il n’y a pas d’indication d’un avion s’étant écrasé en un lieu quelconque proche du Pentagone »), affirme également avoir vu des morceaux de l'avion :
« I could see parts of the airplane that crashed into the building, very small pieces of the plane on the heliport outside the building. »
D'autre part, plusieurs lampadaires ont été arrachés sur la trajectoire de l'avion, ce qu'un missile ou l'absence d'avion rendrait difficile à expliquer.
Les ADN des 53 passagers et 6 membres d'équipage du vol 77 ont pu être formellement identifiés dans leur quasi-totalité dans les décombres du Pentagone,,, où ont été également trouvés certains de leurs effets personnels, reconnus par leurs familles.

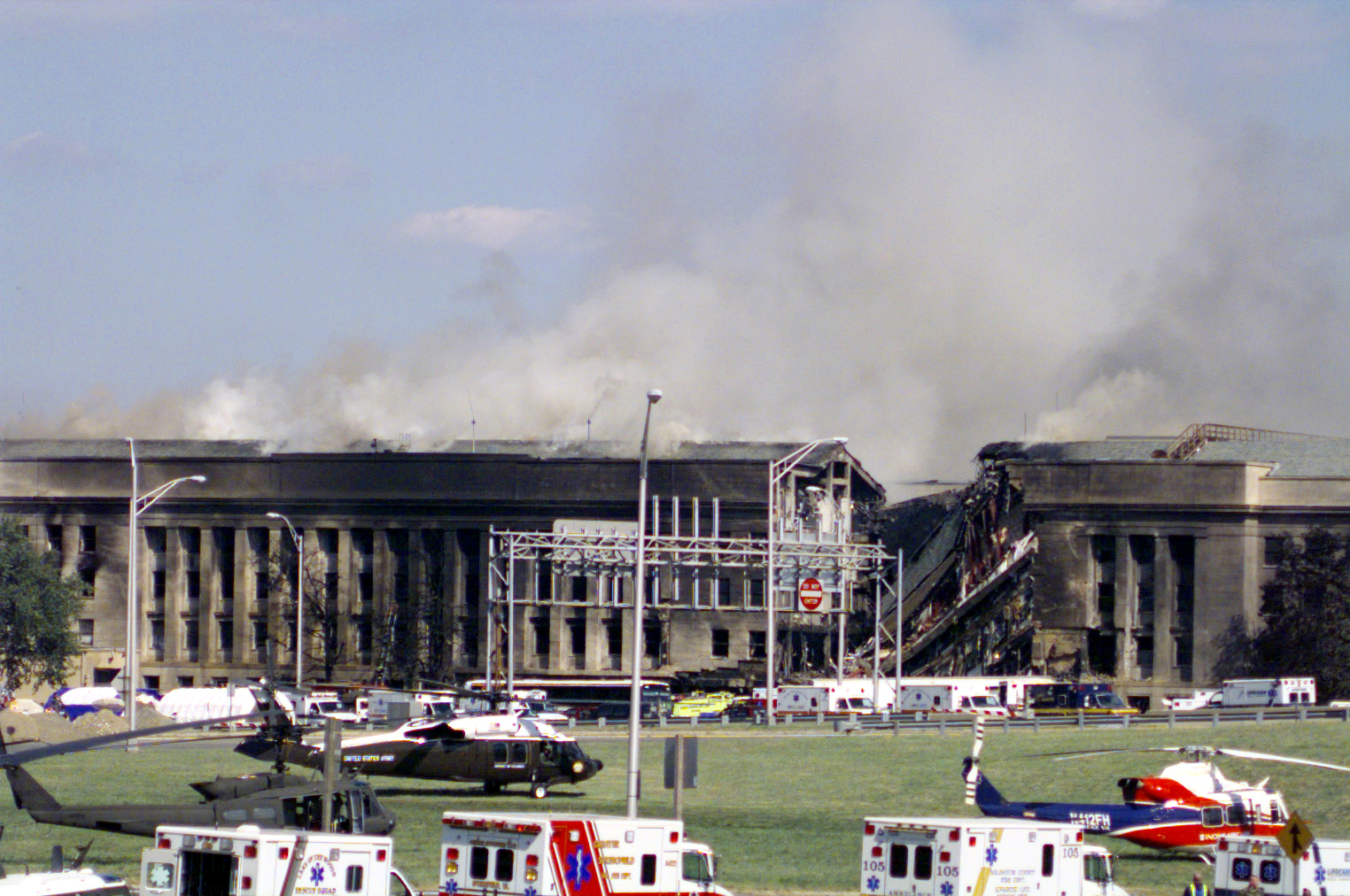
Façade du Pentagone, à, le 11 septembre.

Certains observateurs, comme Thierry Meyssan dans son livre L'Effroyable Imposture puis dans Le Pentagate, affirment trouver des incohérences dans les versions diffusées par les autorités américaines et retenues par la communauté internationale. Ils ont fourni une explication différente de cette journée qui, selon certains d'entre eux, laisserait apparaître des indices d'un complot au sein de l'administration américaine et/ou de son appareil militaire[réf. nécessaire]. 
Thierry Meyssan, Jimmy Walter et d'autres soutiennent qu'aucun avion civil ne s'est écrasé sur le Pentagone. L'hypothèse d'un avion militaire (Douglas A3 Skywarrior) ou d'un missile est avancée et leur paraît mieux correspondre aux dégâts réels infligés au Pentagone : un trou de cinq à six mètres de large traversant le premier bâtiment au-dessus duquel la façade s'est effondrée trente-deux minutes après l'impact, les premières photos ne laissant pas apparaître cet effondrement. L'appareil a percé trois bâtiments (six murs), laissant un trou de deux mètres trente de diamètre à la sortie du troisième bâtiment. Le travail de Thierry Meyssan est vivement critiqué par une partie des communautés journalistiques française et américaine mais rencontre un vif intérêt dans d'autres pays. Les critiques de Meyssan l'accusent de s'être presque exclusivement servi d'Internet et de ne pas avoir réalisé de véritable travail journalistique sur le terrain. Ceux qui partagent son point de vue font valoir qu'il a fait un travail de comparaison des informations et montré leur manque de cohérence d'une part entre elles et d'autre part avec une recherche d'informations et d'analyses scientifiques sur les faits constatés[réf. nécessaire].
Pour les membres du 9/11 Truth Movement, la couleur des flammes contredit la thèse officielle ; ils affirment que la couleur aurait dû davantage être jaune qu'orange si la combustion venait du kérosène. Néanmoins, le panache sortant du Pentagone est issu d'une collision différente de celle des tours jumelles (structure plus résistante, pleine), alors que les panaches sortant des tours jumelles le sont d'une structure plus aérée, donc un peu plus tard (~1 s)[réf. nécessaire].
Une association de pilotes professionnels (Pilot for Truth) a demandé et obtenu les enregistrements de la boîte noire du vol 77 et a conclu, à l'issue d'une simulation indépendante effectuée sur la base de ces données, que le vol 77 ne pouvait physiquement pas avoir percuté le Pentagone, mais l'avait simplement survolé. Ces pilotes ne disent cependant pas pourquoi les autres techniciens analysent différemment les enregistrements, ni où est passé l'avion avec tous ses passagers, ni pourquoi les victimes de l'avion ont été retrouvées dans le Pentagone,,, ni pourquoi de nombreux éléments de l'avion sont également retrouvés dans l'immeuble,,,.
En 2006, le Citizen Investigation Team fait une enquête centrée sur le trajet de l'avion lors de l'attaque du Pentagone. Ils prétendent également avoir démontré que l'avion serait passé au-dessus du Pentagone et se serait éloigné tandis qu'une charge explosive se déclenchait.
Selon le rapport sur les performances des bâtiments du Pentagone de l'American Society of Civil Engineers (ASCE), le vol American Airlines 77 a heurté le mur extérieur du Pentagone, Ring E, où il a créé un trou d'environ 75 pieds de large. Un avion qui s'écrase n'inflige pas la forme de sa silhouette dans un bâtiment en béton armé, explique Mete Sozen, membre de l'équipe ASCE, professeur d'ingénierie structurelle à l'Université Purdue. Une aile de l'avion a heurté le sol, l'autre a été cisaillée par la force de l'impact avec les colonnes porteuses du bâtiment, et ce qui restait de l'avion a coulé dans la structure dans un état plus proche d'un liquide que d'une masse solide. « Si vous vous attendiez à ce que toute l'aile coupe le bâtiment, déclare Sozen au magazine consacré à la science et à la technologie Popular Mechanics, cela ne s'est pas produit »,.

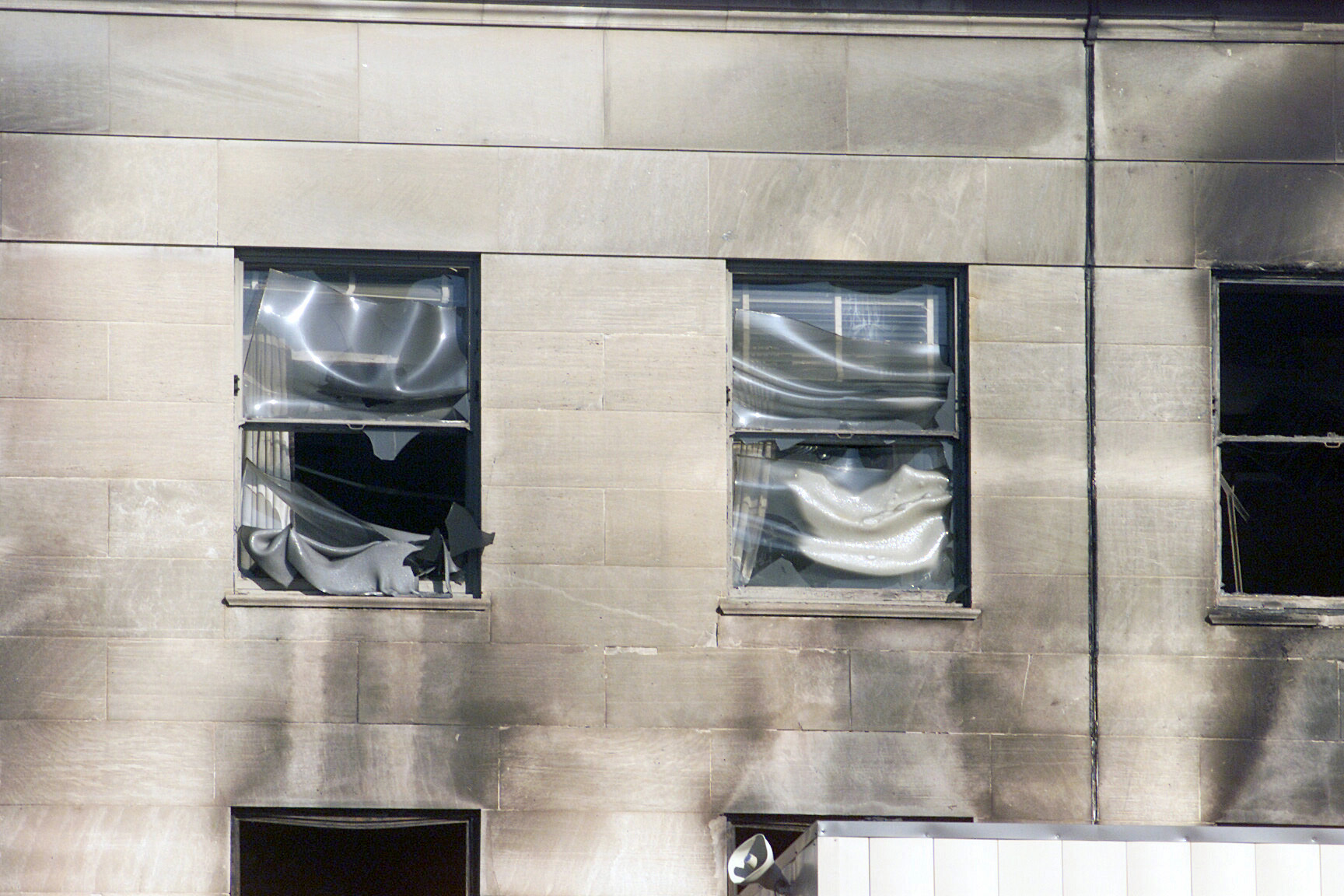
Des vitres de fenêtres du Pentagone remodelées comme si elles étaient en plastique souple, ainsi endommagées par le feu près de la zone d'impact, montrent l'intensité de la chaleur, photographie du 12 septembre 2001.

Si certaines fenêtres près de la zone d'impact ont survécu à l'accident, c'est le fait de leurs spécifications : résister aux explosions, soit « une force nettement supérieure à celle d'un ouragan qui frappe instantanément, (…) en absorbant la pression vers l'intérieur », précise Ken Hays, vice-président exécutif de Masonry Arts, la société basée à Bessemer (Alabama), qui a conçu, fabriqué et installé les fenêtres du Pentagone.
Les tenants d'un complot gouvernemental affirment que certaines preuves vidéos ont été dissimulées. Les vidéos issues des caméras de vidéosurveillance ayant pu filmer le crash sur le Pentagone ainsi que les derniers kilomètres du trajet probable de l'avion ont été saisies le jour même par des agents du FBI, agence d'enquête fédérale compétente en matière de terrorisme, notamment à la station-service Citgo, située à proximité du Pentagone et à l'hôtel Sheraton, lui aussi adjacent au Pentagone. Si cela n'a rien d'exceptionnel en la circonstance, pendant plusieurs années ces vidéos ont été conservées comme pièces à conviction en prévision de procès. À la suite du procès de Zacarias Moussaoui, deux vidéos de caméra de surveillance du parking saisies lors de l'enquête ont été rendues publiques,. Cependant, selon ceux qui mettent en doute la version couramment admise, ces vidéos sont de mauvaises qualité et ne permettent que de distinguer un objet grisâtre volant en rase-mottes percutant le Pentagone, qui pourrait aussi bien être un missile qu'un avion.

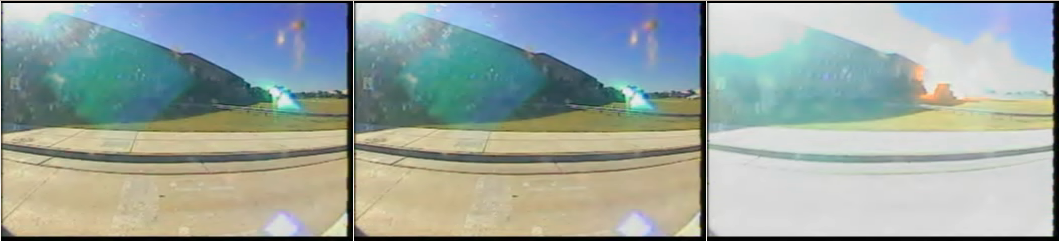
Les trois images clés consécutives de la première vidéo rendue publique en 2004 par le département de la Défense américain (résolution d'origine). Sur l'image centrale, on distingue, vers le milieu du bord droit de l'image, un bout d'objet grisâtre volant en rase-mottes.

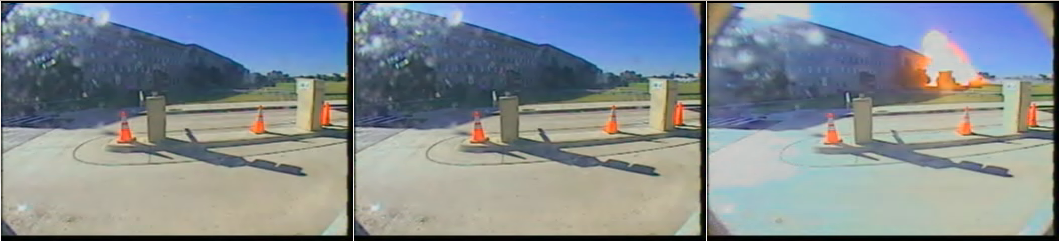
Les trois images clés consécutives de la seconde vidéo rendue publique en 2004 par le département de la défense américain (résolution d'origine). Sur l'image centrale, on distingue, entre le haut de la borne droite et le bord droit de l'image, une traînée de fumée. On peut aussi distinguer, au-dessus de la borne droite, ce qui pourrait être la dérive d'un avion.

Pendant le procès Moussaoui, « l'accusation a montré le carnage provoqué par l'avion sur le Pentagone : des photographies de cadavres brûlés, de restes humains carbonisés ainsi que des images de l'explosion de l'appareil. Judicial Watch, une ONG qui enquête sur la corruption au sein du gouvernement, réclamait la diffusion de ces images ».
Les tenants d'une théorie d'un missile dans le Pentagone n'expliquent pas qu'aucun habitant de Washington n'ait vu de missile survoler cette zone, tandis que plus d'une centaine de témoins civils ont pu confirmer avoir vu l'avion de ligne aller dans le Pentagone,,.
Jim Hoffman propose quant à lui une théorie du complot paradoxale. Il prétend démontrer, appuyé notamment sur les travaux du Français Éric Bart (liste de 180 témoignages oculaires,), que c'est bien le vol 77 qui a frappé le Pentagone. La No-Boeing theory (théorie d'aucun Boeing) aurait été sciemment entretenue chez les sceptiques (9/11 skeptics) dans le but de les égarer.
Pour sa part, le rapport de l'ASCE, enrichi de photographies et diagrammes, fournit la description chronologique des événements ayant conduit à l'impact, le crash et ses effets ultérieurs sur le système structurel, et révèle exactement comment et pourquoi la structure du Pentagone a si bien résisté le matin des attentats du 11 septembre 2001.

## Vol UA 93

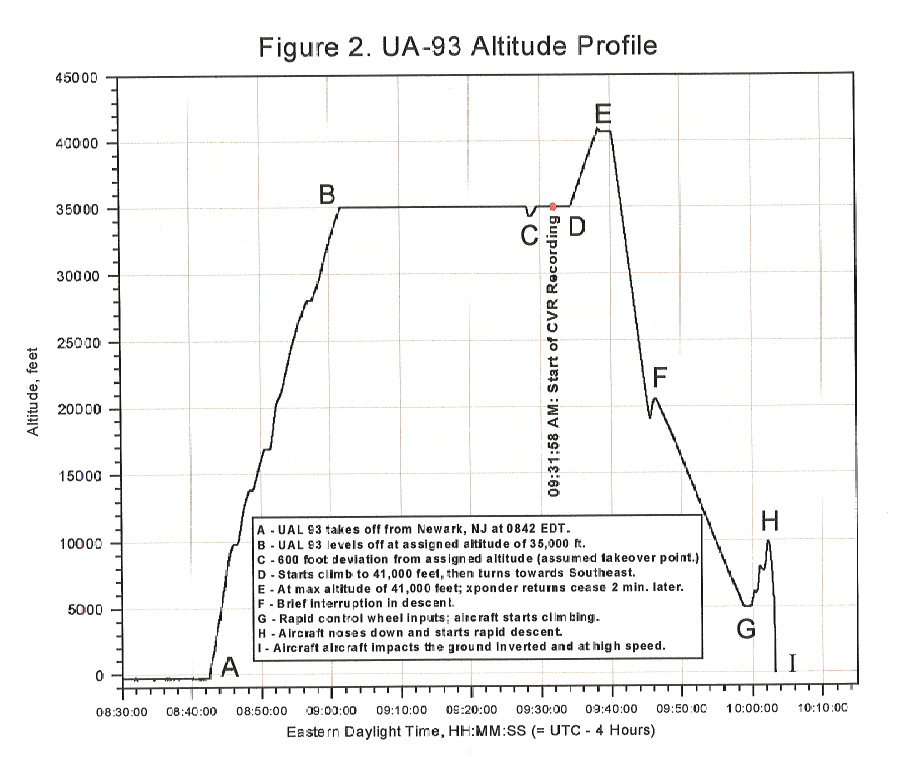
Étude de trajectoire de vol UA93

Le vol United Airlines 93 effectué sur un Boeing 757-200, est détourné le 11 septembre pour s'écraser au sol à Somerset en Pennsylvanie, après que les passagers, informés des attaques du WTC et du Pentagone, ont tenté d'en reprendre les commandes. L'accident tue les 44 personnes à bord.
Selon un site conspirationniste dédié au 11 septembre, un des moteurs ainsi que des champs de débris isolés provenant de l'avion se situent à grande distance du point de crash (jusqu'à environ 13 km pour les plus éloignés). Des membres du 9/11 Truth Movement en déduisent que l'avion a subi des dommages en plein vol, par exemple qu'il a été touché par un missile, ce qui a entraîné sa chute. Les conspirationnistes affirment que le site central du crash n'était qu'un trou dans la terre, sans avion visible et qu'aucun avion ne s'était écrasé là. Des contestations de vol ont également mis en avant le sort de l'identifiant de l'avion. Une autre théorie porte également sur les appels téléphoniques émis par les passagers de l'avion durant le détournement. David R. Griffin, professeur de théologie et de philosophie américain en retraite, et qui croit à la théorie du complot pour le 11 septembre, remet en cause l'authenticité de ces appels et avance l'hypothèse selon laquelle ils auraient été contrefaits, en se basant notamment sur les possibilités technologiques de l'époque, le rapport officiel de la commission d'enquête et les témoignages des proches des victimes.

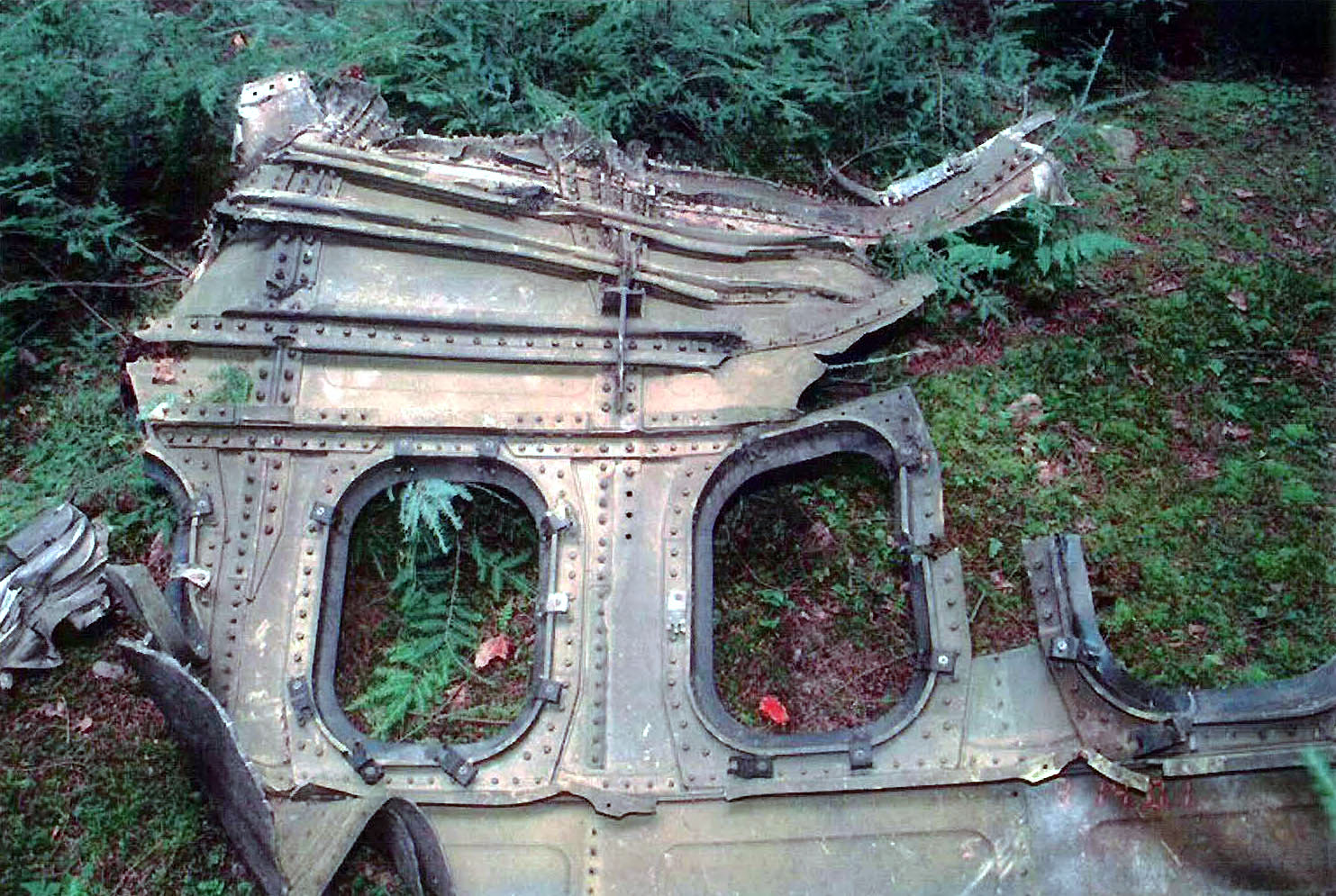
Un des débris du fuselage de l'UA 93, trouvé dans le comté de Somerset (Pennsylvanie) où l'avion s'est écrasé et présenté parmi les pièces à conviction lors du procès Moussaoui.

Un moteur fut retrouvé à 600 mètres du point d'impact, tandis que des débris légers de type papier ou tissu furent trouvés jusqu'à des kilomètres, probablement éparpillés par le vent de 16 km/h qui soufflait ce jour-là, même si les experts ne sont pas unanimes.
Le crash a eu lieu entre 10 h 3 (fin de l'enregistrement des boîtes noires) et 10 h 7 (impact sismique et témoignages) et l'armée américaine n'a été avertie qu'à 10 h 7, mais l'écart de temps fait subsister des doutes sur le fait que l'avion ait pu exploser avant, soit par un missile, soit à cause de la ceinture explosive d'un des terroristes. Les dernière paroles des terroristes (« Descend-le ») prouvent qu'ils ont dirigé l'avion vers le sol et des témoins ont vu l'avion intact avant de s'écraser. Les aubes d'un des moteurs furent quant à elles retrouvées à trois mètres du point d'impact, ce qui s'explique par la vitesse de l'appareil au moment du crash et n'est pas inhabituel dans ce genre d'accident, selon le magazine de vulgarisation scientifique Popular Mechanics. Ce phénomène avait été signalé par la Pittsburgh Post-Gazette du 13 septembre 2001 : des témoins « ont vu un nuage de débris ressemblant à des confettis descendre sur le lac et près des fermes dans les minutes qui ont suivi le bruit de l'explosion signalant le crash à 10 h 6 ».

## Critiques des théories du complot

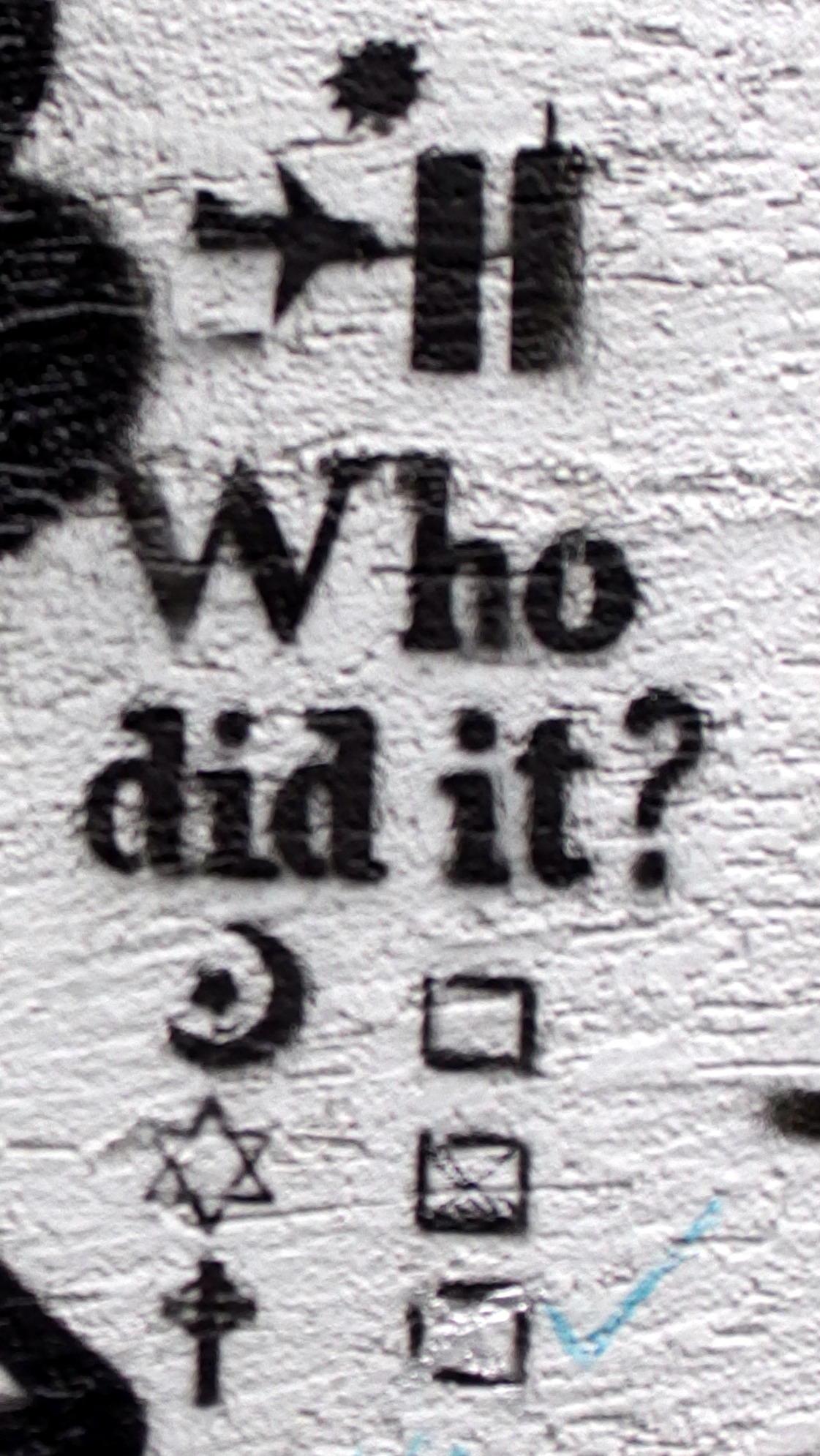
Aux passants de désigner qui est responsable des attentats du 11 septembre, graffiti sur un mur de Ljubljana (Slovénie), 2013

Des sites web, en anglais, en français, comme le site Conspiracy Watch par exemple, observent les théories du complot, les analysent et les jugent fallacieuses et dénuées du moindre fondement scientifique.
En France, Guillaume Dasquié et Jean Guisnel publient en 2002 un livre réfutant ces théories, intitulé L'effroyable mensonge. Thèses et foutaises sur les attentats du 11 Septembre. En 2010, Jérôme Quirant publie La Farce enjôleuse du 11 Septembre aux éditions Books on Demand et 11 Septembre et Théories du Complot : ou le conspirationnisme à l'épreuve de la science aux éditions Book-e-book.com. L'Association française pour l'information scientifique (AFIS) publie en juin 2011 un numéro spécial de sa revue Science et pseudo-sciences qui donne la parole à des scientifiques français. Ces experts, chacun s'exprimant dans son domaine de compétence, pointent l'inanité des thèses alternatives et leur caractère ascientifique (dossier de presse). Le magazine Science et Vie publie en septembre 2011 un dossier intitulé « La théorie du complot à l’épreuve de la science ».

### Éric Laurent
En septembre 2008, le journaliste français Éric Laurent estime que si « les conspirationnistes se fourvoient [...] leurs thèses s’appuient sur des zones d’ombres parfois réelles ».

### Noam Chomsky
L'intellectuel américain Noam Chomsky, très critique à l'égard des théories du complot relatives à l'assassinat de John F. Kennedy comme à l'égard de la politique étrangère de son pays, s'est exprimé sur les théories du complot autour du 11 septembre :

« Ce n’est pas seulement une énorme industrie, c’est une industrie assez fanatique. […] C’est presque une sorte de fanatisme religieux. »

Il souligne que les éléments avancés (coïncidences inexpliquées, témoignages personnels, etc.) existent dans tout évènement complexe mais que cela a peu de poids. Il rappelle que les choses ne sont pas si simples :

« Je ne crois pas que leurs preuves soient sérieuses. Ni même que ceux qui les exposent soient capables de les évaluer. Ce sont des questions techniques compliquées. On n’a pas l’air de le comprendre, mais ce n’est pas pour rien que les scientifiques font des expériences, qu’ils ne se contentent pas de filmer ce qu’ils voient par la fenêtre. Car ce qu’on voit par la fenêtre est la résultante de tant de variables qu’on ne sait pas ce qu’on a dans cet imbroglio si complexe. On peut y trouver toutes sortes de coïncidences inexpliquées, d’apparentes violations des lois de la nature. »

« L’argument « à qui profite le 11 Septembre ? » n’a guère de poids. Dans ma première interview après le 11 Septembre, je crois avoir fait cette prédiction pas particulièrement brillante : tous les pouvoirs du monde allaient immédiatement exploiter l’événement à leurs propres fins. La Russie allait durcir ses atrocités en Tchétchénie, Israël en Cisjordanie, l’Indonésie à Aceh, et la Chine dans ses provinces de Chine occidentales. Aux États-Unis, on s’en est servi de la façon que l’on sait, mais aussi de beaucoup d’autres, moins médiatisées. »

« […] Presque tous les gouvernements ont pris des mesures pour surveiller plus étroitement leur population et ce genre de choses. L’administration Bush l’a fait aussi. Donc, « à qui profite le crime ? » n’est pas une preuve suffisante de complot […] L’idée même n’est pas crédible. Pour qu’il y ait une once de vérité dans les théories sur le 11 Septembre, il faudrait qu’il y ait eu un énorme complot, incluant les compagnies aériennes, les médias, la préparation des faux avions. Il aurait fallu mettre au courant quantité de gens dans l’administration. Ils ne s’en seraient jamais tirés. Même une dictature n’aurait pas pu. C’est une opération vraiment risquée. La probabilité d’une fuite est très élevée : ça se serait su tout de suite. Et la moindre fuite aurait aligné tous les dirigeants devant le peloton d’exécution, et sonné le glas du Parti républicain à jamais. Et pour gagner quoi ? Un prétexte pour faire ce qu’ils auraient fait de toute manière, sous un autre prétexte qu’ils auraient pu trouver. »

### Olivier Roy
En 2002, le politologue Olivier Roy écrivait que les théories du complot concernant les États-Unis qui, en tant que plus grande puissance du monde, auraient « forcément une grande stratégie, d'autant plus perverse et subtile qu'on n'en perçoit pas immédiatement la rationalité », sont « toujours démenties par les faits (ou la simple réflexion) [et sont] fondées sur une ignorance tant de l'islamisme que des processus de décision politique aux États-Unis ».

### Julian Assange
À ce sujet, le cyber-militant Julian Assange déclare : « Cela m'agace constamment que les gens soient distraits par de fausses conspirations comme celles entourant le 11 Septembre, alors que nous fournissons des preuves de réelles conspirations concernant la guerre et la fraude financière. »

#### Films complotistes
- Loose Change (2005).
- 9/11: Press for Truth (2006).
- Zeitgeist : the Movie : documentaire contestant la version couramment admise en décrivant les techniques de « création de mythes » par les gouvernants dans l'histoire (2007).

#### Autres
- Liste de légendes contemporaines

#### Français
- Mark Fenster (trad. Brigitte Rollet), « Un manque d'imagination : récits en concurrence sur le 11 Septembre », Diogène, Paris, Presses universitaires de France, nos 249-250,‎ janvier-juin 2015, p. 177-189 (ISSN 0419-1633, DOI 10.3917/dio.249.0177).
- Sacha Sher, Feu sur " Al Qaida" ! : manipulations fumeuses et sans scrupules au service d'un nouvel ordre oriental et mondial : observations sur les attentats de New York, Londres, Madrid, etc., écrites après "11-septembre : le grand bluff ?" - texte lui-même reproduit en annexe, 220 pages, 2007, Lulu  (ISBN 978-1-84799-384-7).
- Christian English et Frédéric Thibaut, Mardi 11 septembre 2001 : « Ce jour où tout a changé », First éditions, 256 pages, 30 septembre 2001,  (ISBN 2876916711).
- Emmanuel Ratier, Enquête : espionnage israélien aux USA ?, Faits & Documents no 125, 1er au 15 février 2002.
- Guillaume Dasquié et Jean Guisnel, L'effroyable mensonge. Thèses et foutaises sur les attentats du 11 Septembre, éditions de La Découverte, 132 pages, 13 juin 2002,  (ISBN 978-2707138255).
- Peter Franssen & Pol De Vos, Le 11 Septembre. Pourquoi ils ont laissé faire les pirates de l'air, éditions EPO, 192 pages, 6 septembre 2002,  (ISBN 287262192X).
- Michel Bounan, Logique du terrorisme, Allia, 60 pages, 26 août 2003, réédité en 2011,  (ISBN 2-84485-129-0).
- Commission nationale sur les attaques terroristes contre les États-Unis, Rapport final de la Commission nationale sur les attaques terroristes contre les États-Unis, éd. des Équateurs, 501 pages, 1er septembre 2004,  (ISBN 2849900141).
- Éric Laurent, La Face cachée du 11 Septembre, Pocket, 270 pages, 1er septembre 2005,  (ISBN 2266152092).
- David Ray Griffin, Le Nouveau Pearl Harbor (traduit de l'anglais par Pierre-Henri Bunel), éditions Demi-Lune, 288 pages, 28 août 2006,  (ISBN 2952557128).
- David Ray Griffin, Omissions et manipulations de la Commission d'enquête sur le 11 Septembre (traduit de l'américain par Pierre-Henri Bunel), éditions Demi-Lune, 352 pages, 28 août 2006,  (ISBN 295255711X).
- David Ray Griffin, 11 Septembre, la faillite des médias, une conspiration du silence (traduit de l'américain par Pierre-Henri Bunel), éditions Demi-Lune, 495 pages, 18 septembre 2007,  (ISBN 978-2-952557-17-7).
- Michael Ruppert, Franchir le Rubicon (traduit de l'anglais par Pierre Ajenat), édition Nouvelle Terre, 492 pages, 1er avril 2006,  (ISBN 2951834535).
- Nafeez Mosaddeq Ahmed, La Guerre contre la vérité (traduit de l'anglais par Monique Arav et Kiersten Weeks), éditions Demi-Lune, 512 pages, 28 août 2006,  (ISBN 2952557152).
- Webster Tarpley, La Terreur fabriquée, Made in USA (traduit de l'anglais par Tatiana Pruzan), 2e éd., Éditions Demi-Lune; (en) : 9/11 Synthetic Terror, Made in USA, Progressive Press, 608 pages, 28 août 2006,  (ISBN 978-2-952557-14-6).
- Gerhard Wisnewski, Les Dessous du TERRORisme, Qui dirige le monde par la peur ?, éditions Demi-Lune, 280 pages, 1er février 2007,  (ISBN 978-2-952557-18-4).
- Thierry Meyssan, L'Effroyable Imposture, éditions Carnot, 240 pages, 8 mars 2002,  (ISBN 291236244X).
- Thierry Meyssan, Le Pentagate, éditions Carnot, 192 pages, 15 septembre 2003,  (ISBN 2912362776).
- Thierry Meyssan, L'Effroyable Imposture 1 & Le Pentagate (nouvelle édition annotée), éditions Demi-Lune, 320 pages, 15 mai 2007,  (ISBN 978-2-952557-16-0).
- Éric Raynaud, 11 Septembre, les vérités cachées, Éditions Alphée, 305 pages, 20 août 2009,  (ISBN 978-2753804814).
- Jérôme Quirant, 11 Septembre et Théories du Complot : ou le conspirationnisme à l'épreuve de la science, éditions Book-e-book.com, 70 pages, 1er mai 2010,  (ISBN 978-2915312201).
- Fabrizio Calvi, 11 Septembre, la contre-enquête, éditions Fayard, 31 août 2011, 536 pages,  (ISBN 978-2213667218).
- Michel Weber, « Le 11 Septembre entre mythe et grand récit », Kairos 8, septembre-octobre 2013, p. 13-15.

#### Anglais
- (en) David Dunbar, James B. Meigs, Brad Reagan, Popular Mechanics, Debunking 9/11 Myths : Why Conspiracy Theories Can't Stand Up to the Facts [« Décryptage des mythes relatifs au 11 Septembre : exposé des raisons pour lesquelles les théories conspirationnistes ne parviennent pas à se cantonner aux faits »], Hearst Books, 2006 (réimpr. 2011) (1re éd. 2006), 170 p. (ISBN 978-1-58816-635-7 et 1-58816-635-X).
- (en) Murray Weiss, The Man Who Warned America: The Life and Death of John P. O'Neill, the FBI's Embattled Counterterror Warrior, Harper Collins Publishers, 464 pages, 14 août 2003  (ISBN 0-06-050822-1).
- (en) Paul Zarembka (dir), The Hidden History of 9-11-2001, JAI Press, 384 pages, 14 juillet 2006  (ISBN 978-1583228258).
- (en) Christopher Lee Bollyn, Solving 9/11: "The deception that changed the world", 362 pages, 12 avril 2012  (ISBN 978-0985322588).

### Dans la culture populaire

#### Série
La série d'animation South Park, traite également le sujet des attentats du 11 septembre 2001 dans un épisode de 2006 intitulé « Le Mystère du caca dans l'urinoir » (saison 10). Les scénaristes font découvrir aux personnages que « le complot » est en fait une rumeur initiée par le gouvernement lui-même afin de prouver sa toute-puissance.
Un épisode de la série télévisée Rescue Me : Les Héros du 11 septembre dans la saison 5 dépeint un personnage interprété par l'acteur Daniel Sunjata (qui est un partisan de la théorie du complot du 9/11) expliquant à un journaliste français que les attaques du 11/9 étaient un « effort du gouvernement néo-conservateur » pour créer un nouveau Pearl Harbor afin de contrôler le pétrole et d'accroître les dépenses militaires.
Dans un épisode de la série Fais pas ci, fais pas ça (2007-2017), Lucas Lepic insinue que les attentats du 11 septembre 2001 n'ont jamais eu lieu.

#### Cinéma
En 2021, Spike Lee sort un documentaire intitulé NYC Epicenters 9/11-2021½. Dans une première version, il donnait pendant une trentaine de minutes à des personnalités conspirationnistes. Devant le tollé, il préfère supprimer ce passage dans la version définitive.

#### Bande dessinée
L'intrigue d'une bande dessinée intitulée L'Effroyable imposture, publiée en septembre 2011, tourne autour d'un scientifique remontant dans le temps au jour de l'attaque avec l'intention de l'empêcher. Dans le procédé, il trouve que l'histoire officielle est fausse.

#### En français
- « Les théories conspirationnistes autour du 11 septembre », sur Association française pour l'information scientifique, 4 novembre 2007, traduction d'un article critique du magazine américain Skeptic.
- « Le vrai et tous les faux complots du 11 Septembre », sur L'Obs, Rue89, 4 février 2009.
- « Attentats du 11/09 : Mythes et Légendes », sur bastison.net (version du 5 mai 2023 sur Internet Archive)
- « L'effondrement du WTC7... ou le « mystère » de la 3ème tour », sur bastison.net.
- [audio] Podcasts « Mécaniques du complotisme », France Culture, « Le 11 septembre », série de Roman Bornstein, Thomas Dutter, Hubert Jakez et Philip Merscher, 10 septembre 2019 : « 1- les théoriciens » (13 min) ; « 2- tout le monde en parle » (14 min) ; « 3- la conquête de l'Amérique » (15 min) ; « 4- le phénomène « Loose Change » » (14 min) ; « 5- le conspirationnisme au pouvoir » (14 min).

#### En anglais
- (en) Debunking the Myths of 9/11, série d'articles d'Alexander Cockburn et de Jeffrey St Clair, journalistes américains, 26 novembre 2006.
- (en) « Fourteen Points of Agreement with Official Government Reports on the World Trade Center Destruction » par Steven E. Jones, Frank M. Legge, Kevin R. Ryan, Anthony F. Szamboti, James R. Gourley, The Open Civil Engineering Journal, avril 2008 [PDF].
- (en) Insider Trading and Other Foreknowledge de Paul Thompson.

### Traduction
1. ↑  (en) « I saw the marks of the plane wing on the face of the building. I picked up parts of the plane with the airline markings on them. I held in my hand the tail section of the plane, and I found the black box. [...] Kilsheimer adds: I held parts of uniforms from crew members in my hands, including body parts. Okay?[168] »